# Arradon
Arradon [aʁadɔ̃] est une commune française située dans le département du Morbihan, en région Bretagne.

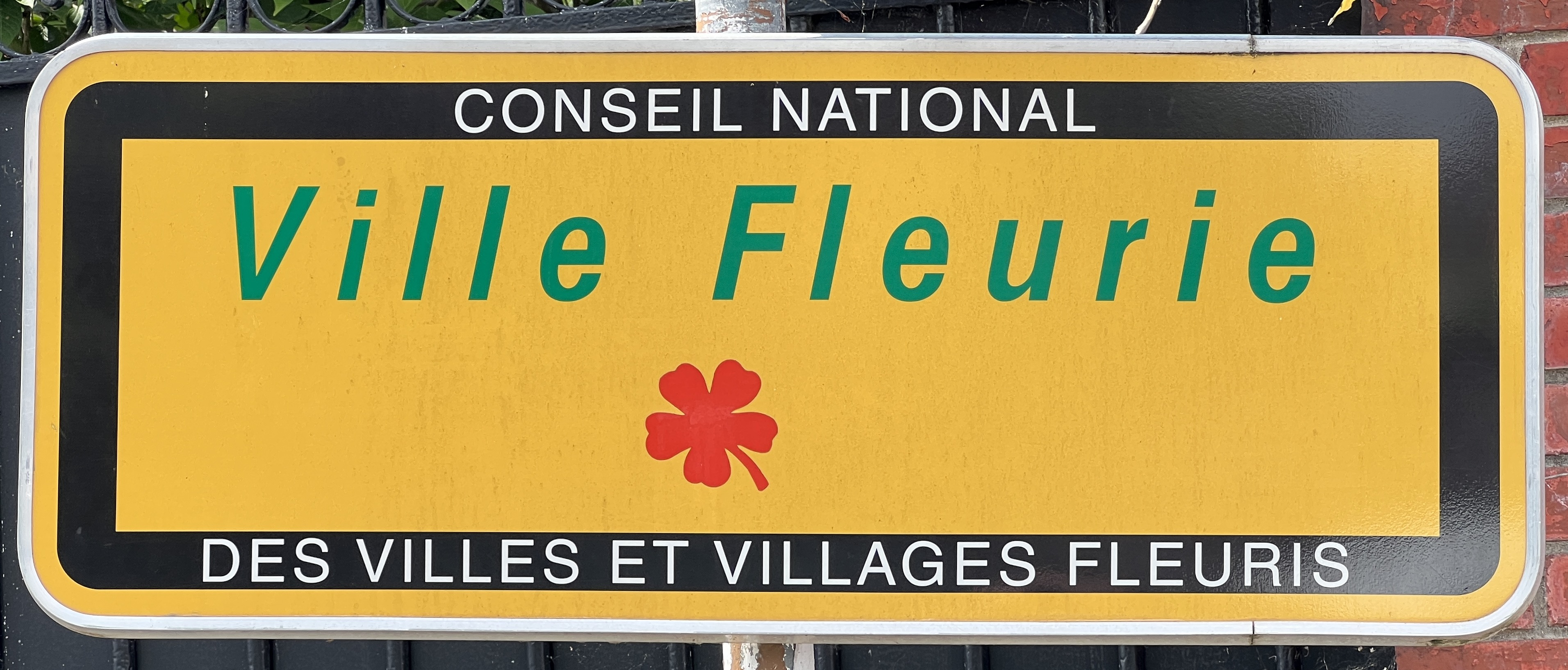
La récompense "Ville Fleurie", également connue sous le nom de "Villes et Villages fleuris, anciennement appelée concours, a été créée en 1959 en France pour promouvoir le fleurissement, l'environnement de vie et les espaces verts.

## Géographie

### Situation
|       | Ploeren           |        |
| Baden | Arradon           | Vannes |
|       | Golfe du Morbihan |        |

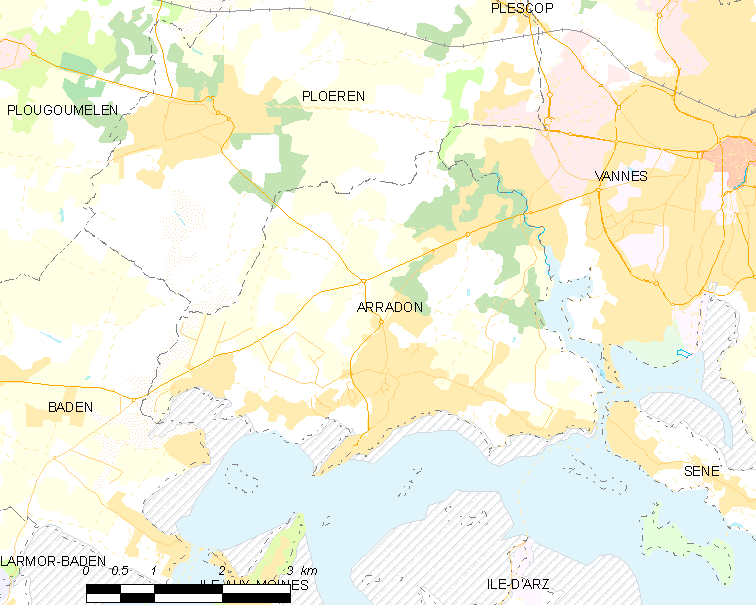
Carte de la commune d'Arradon.

Arradon fait partie du Parc naturel régional du golfe du Morbihan.
Arradon est située sur la côte nord du Golfe du Morbihan à 120 km de Rennes et de Nantes. Cette commune est délimitée à l'est par la rivière du Vincin et à l'ouest par le ruisseau du Pont de Lohac, deux petits fleuves côtiers formant deux rias dans leur partie aval. Elle est limitrophe des villes de Vannes, Ploeren et Baden. Ainsi, elle fait partie de l'agglomération de Vannes. La ville d'Arradon s'étend sur 1 849 hectares, au cœur du golfe du Morbihan. Cette superficie est divisée en trois grands secteurs qui sont « Botquelen-Petit Molac », « le Bourg » et « le Moustoir ». En outre, 45 % du territoire est affecté à l’agriculture.

### Littoral

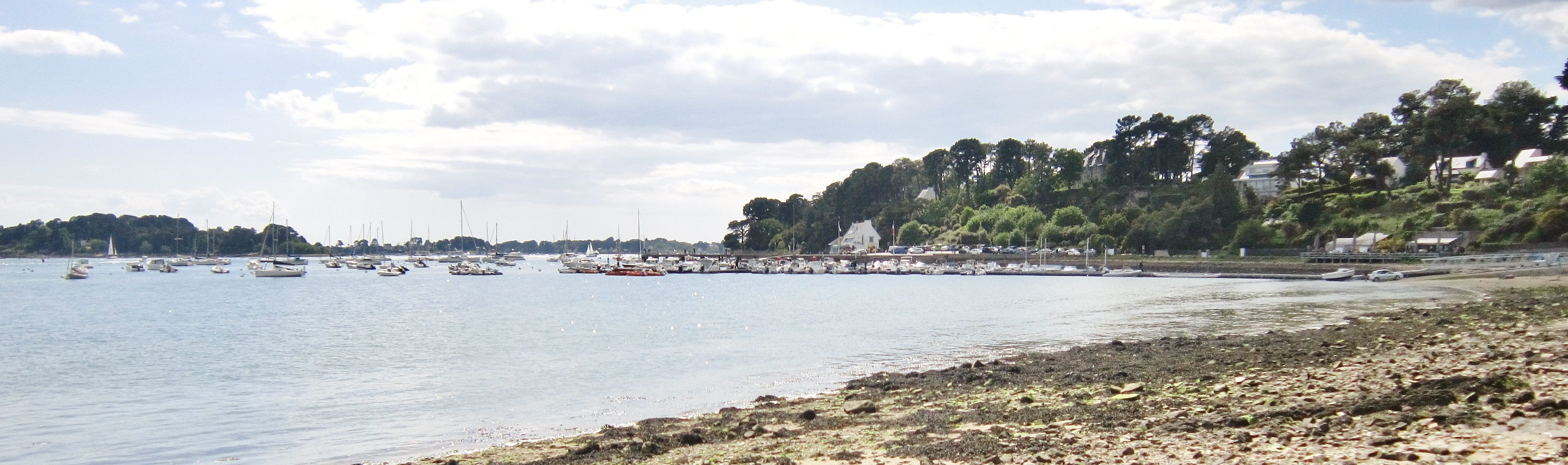
La pointe d'Arradon et le port de plaisance d'Arradon vus des environs de Kerat.

La commune possède une côte maritime longue de 15 km. Arradon se trouve en face de l'Île-aux-Moines et de l'Île-d'Arz avec lesquelles cette commune assure des transports. D'ailleurs, les deux îles Logoden et la petite île Irus appartiennent à Arradon, mais seulement la plus petite des deux Îles Logoden est publique à la visite, les autres îles étant habitées.

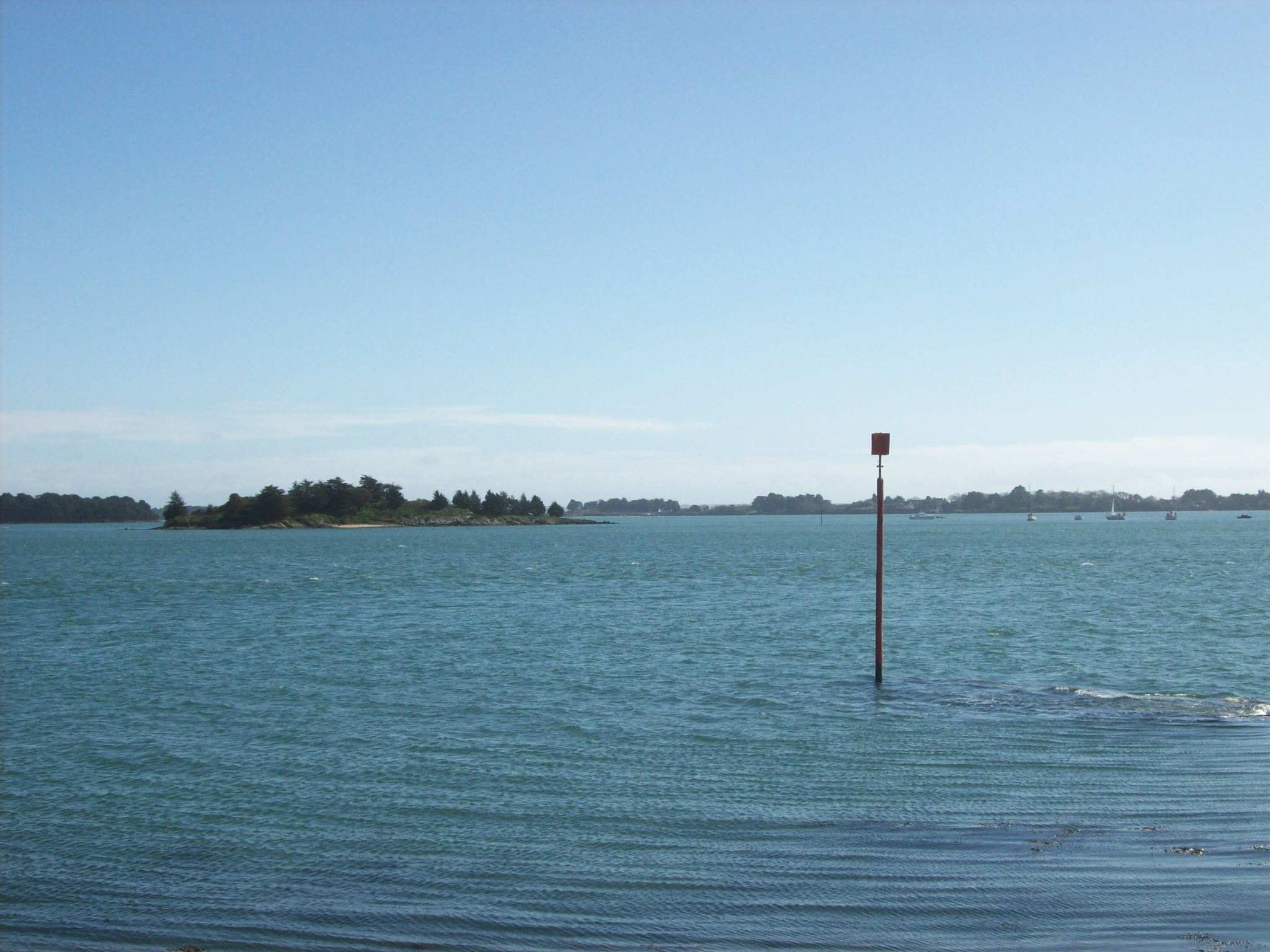
L'île Irus vue de la pointe d'Arradon.
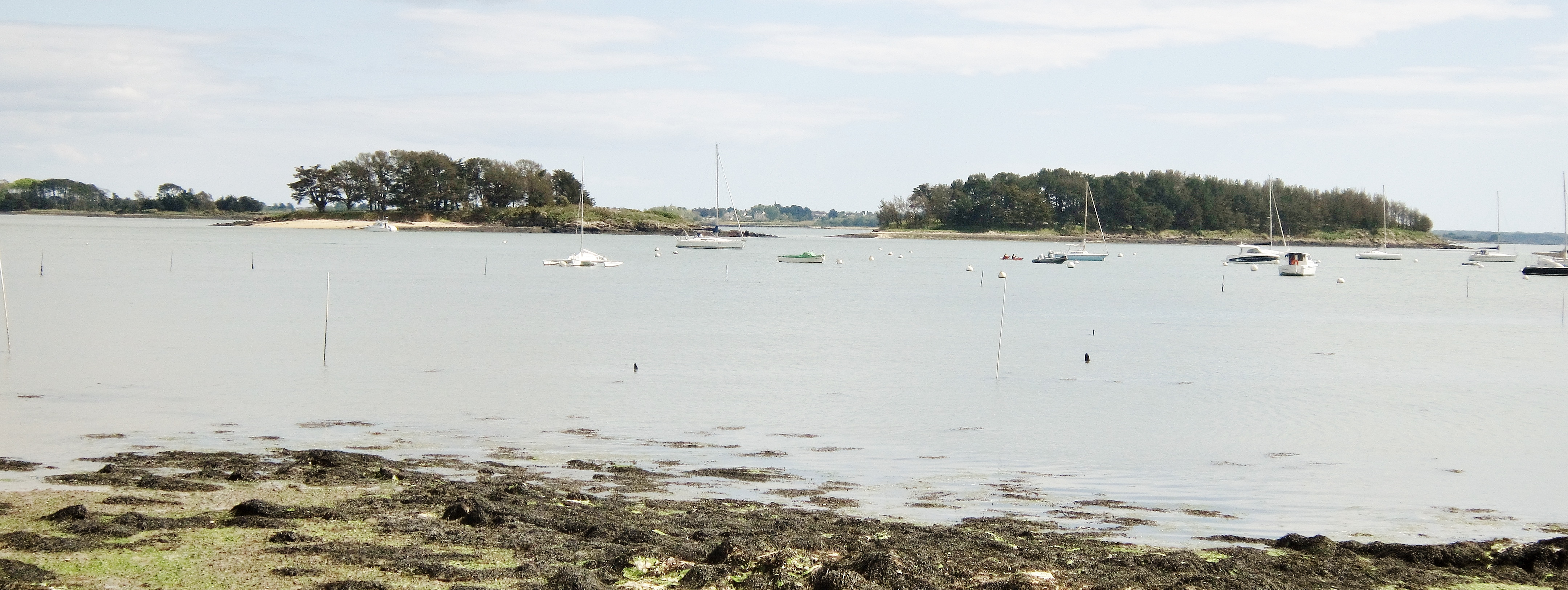
Les deux îles Logoden vues des environs de Kerat.
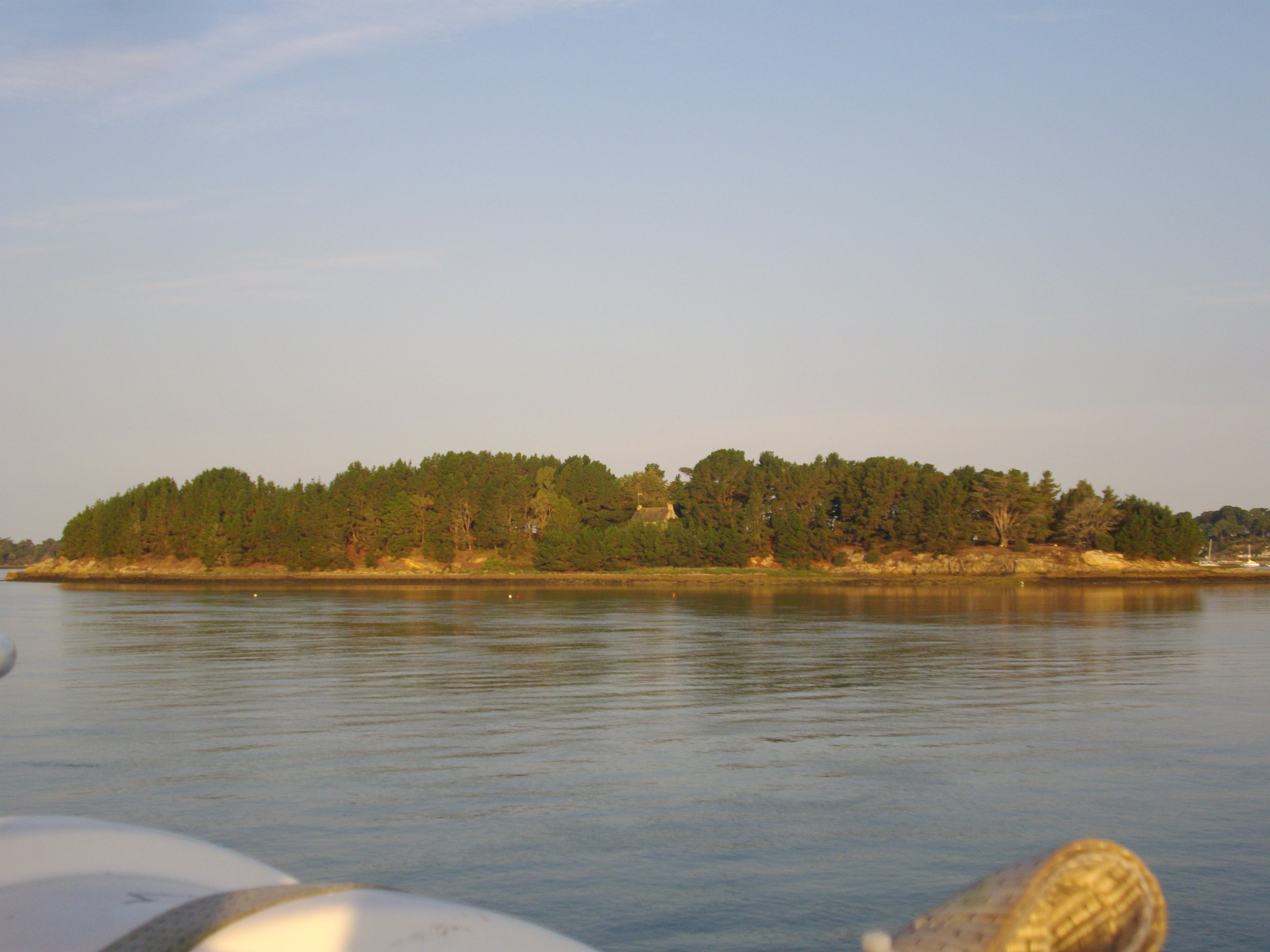
L'île la Grande Logoden.
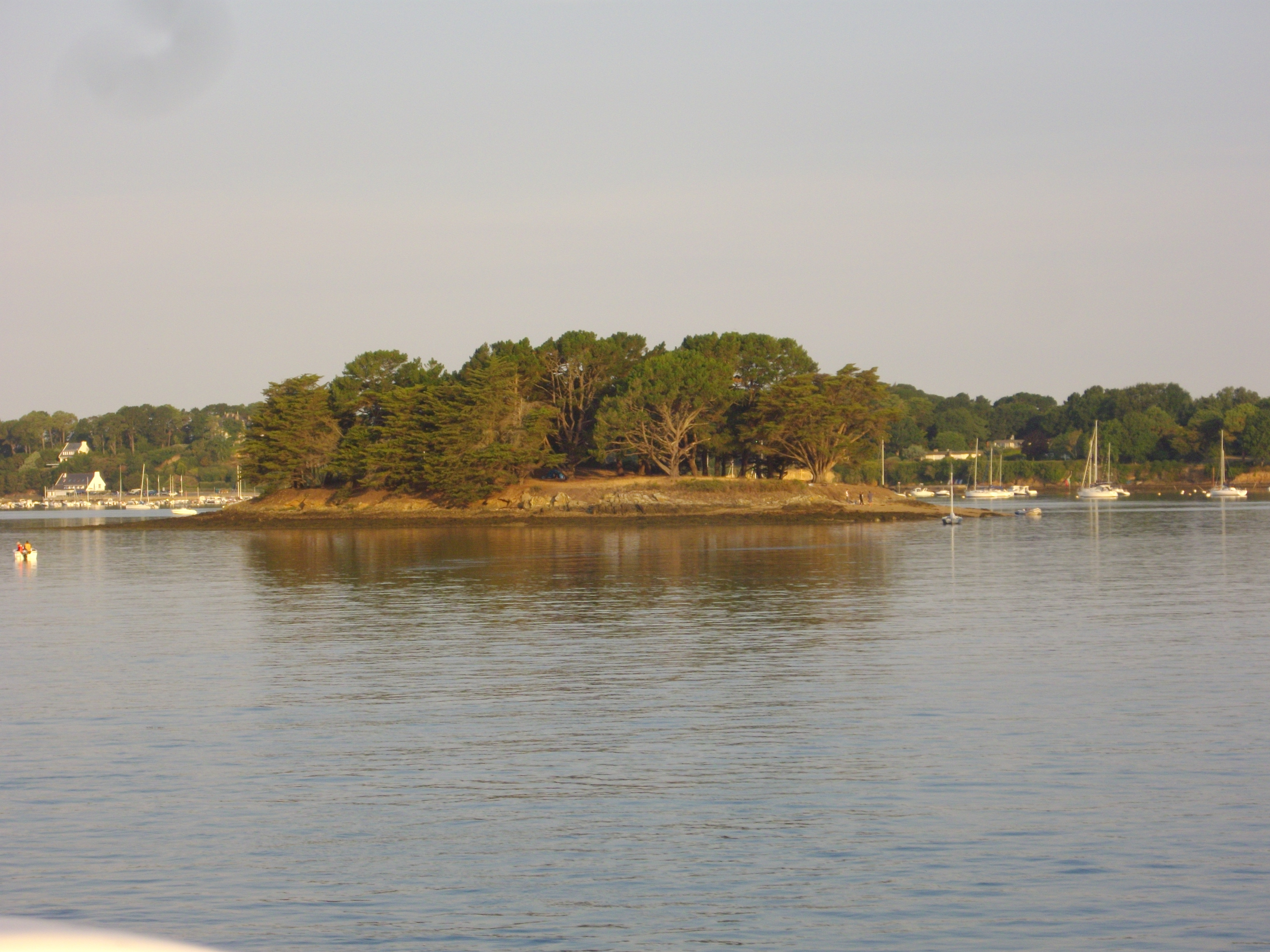
L'île la Petite Logoden.

Son littoral est assez découpé, alternant de l'ouest vers l'est rias et anses, découvrant largement à marée basse, d'une part (les principales sont la ria du ruisseau du Pont de Lohac, l'anse de Paluden et, moins marquée et plus large, la baie de Kerbilouët-Penboc'h où sont situées les plages principales, ainsi qu'en allant vers l'est les baies de Roguédas, de Kerguen et de Moréac, et enfin la ria du Vincin) et pointes (la plus nette et la plus remarquable étant la pointe d'Arradon, des pointes moins marquées étant, en allant vers l'est, celles de Penboc'h, de Roguédas, de Kerguen et de Moréac, bordées de falaises de quelques mètres d'altitude seulement. Le littoral nord de la ria du Pont de Lohac est lui-même assez découpé, alternant aussi pointes et presqu'îles d'une part (Mané Habus, Quirion, Pen er Men), anses et baies d'autre part (baies du Moustoir et de Quirion).

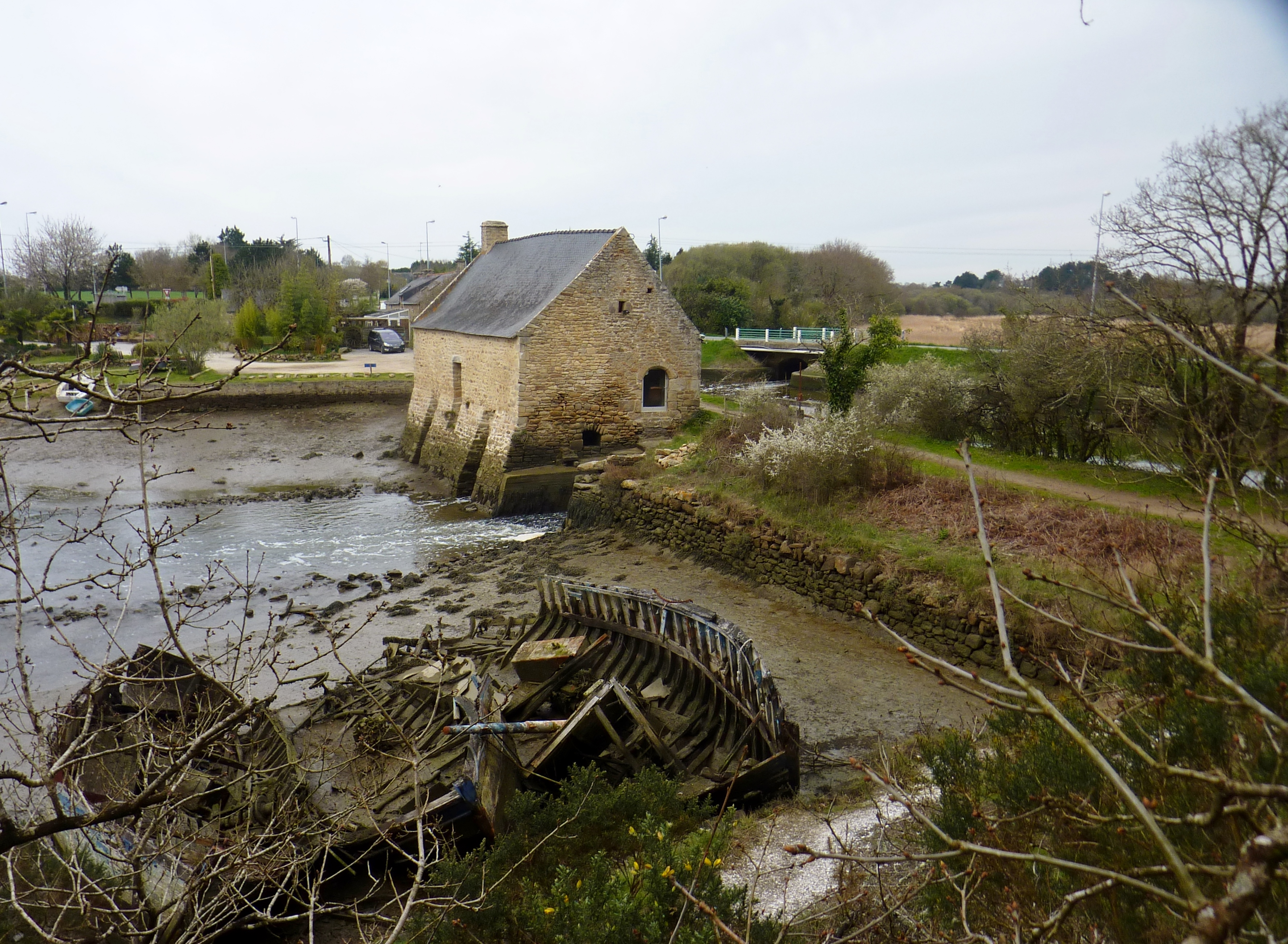
Le moulin de Pomper et sa digue vus depuis l'est, côté Arradon.
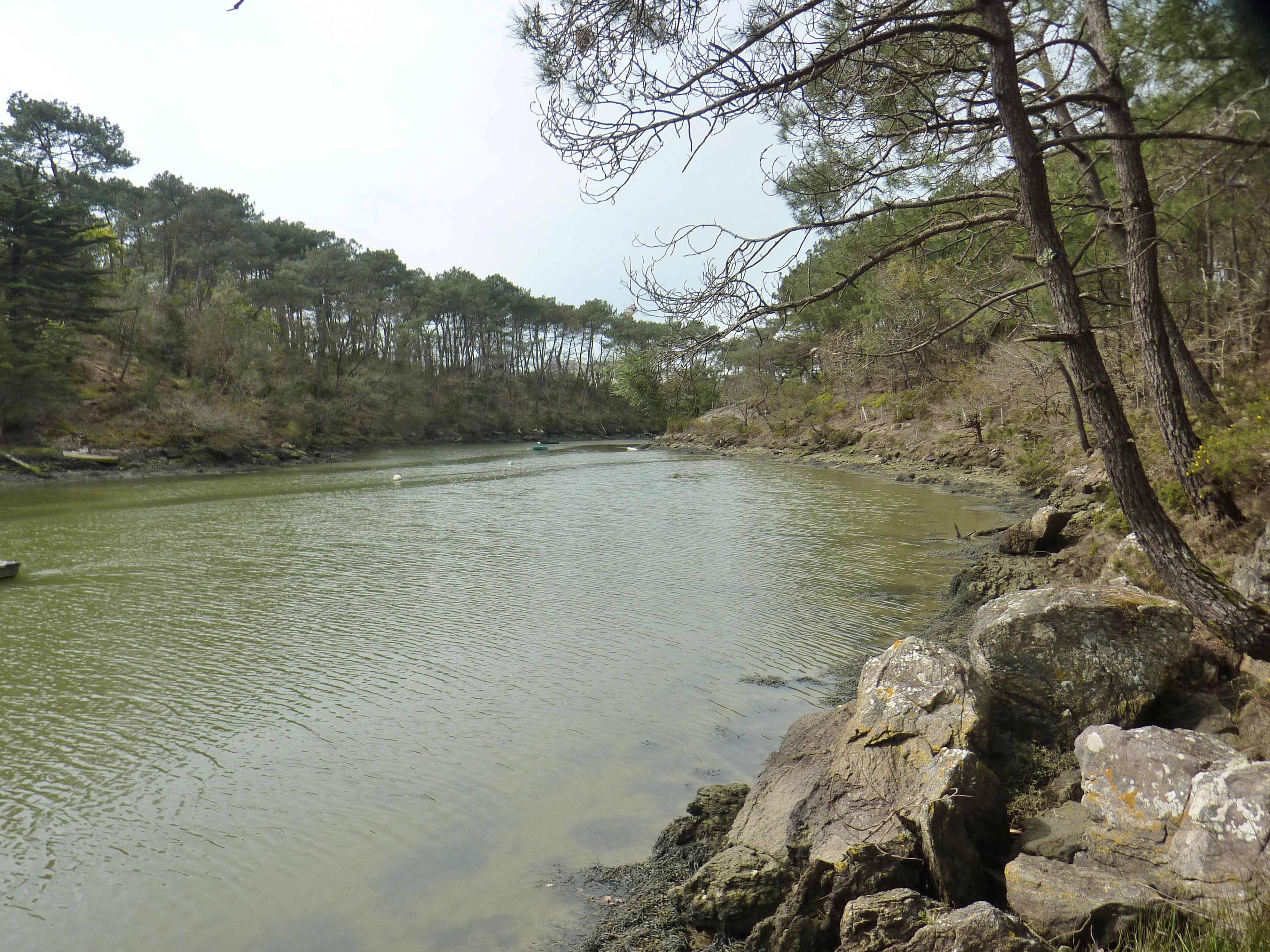
La ria du ruisseau du pont de Lohac en aval du moulin de Pomper vue depuis sa rive orientale (en Arradon).
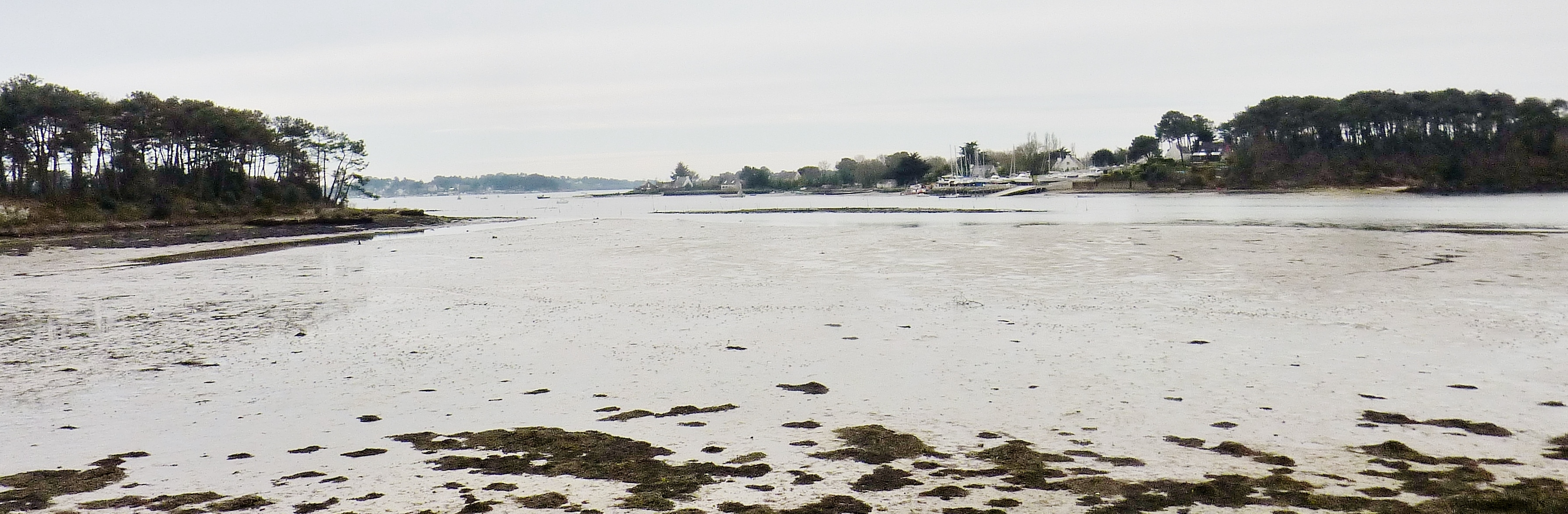
La ria du ruisseau du pont de Lohac vue du sentier littoral GR 34 entre Mané Habus et Le Moustoir.
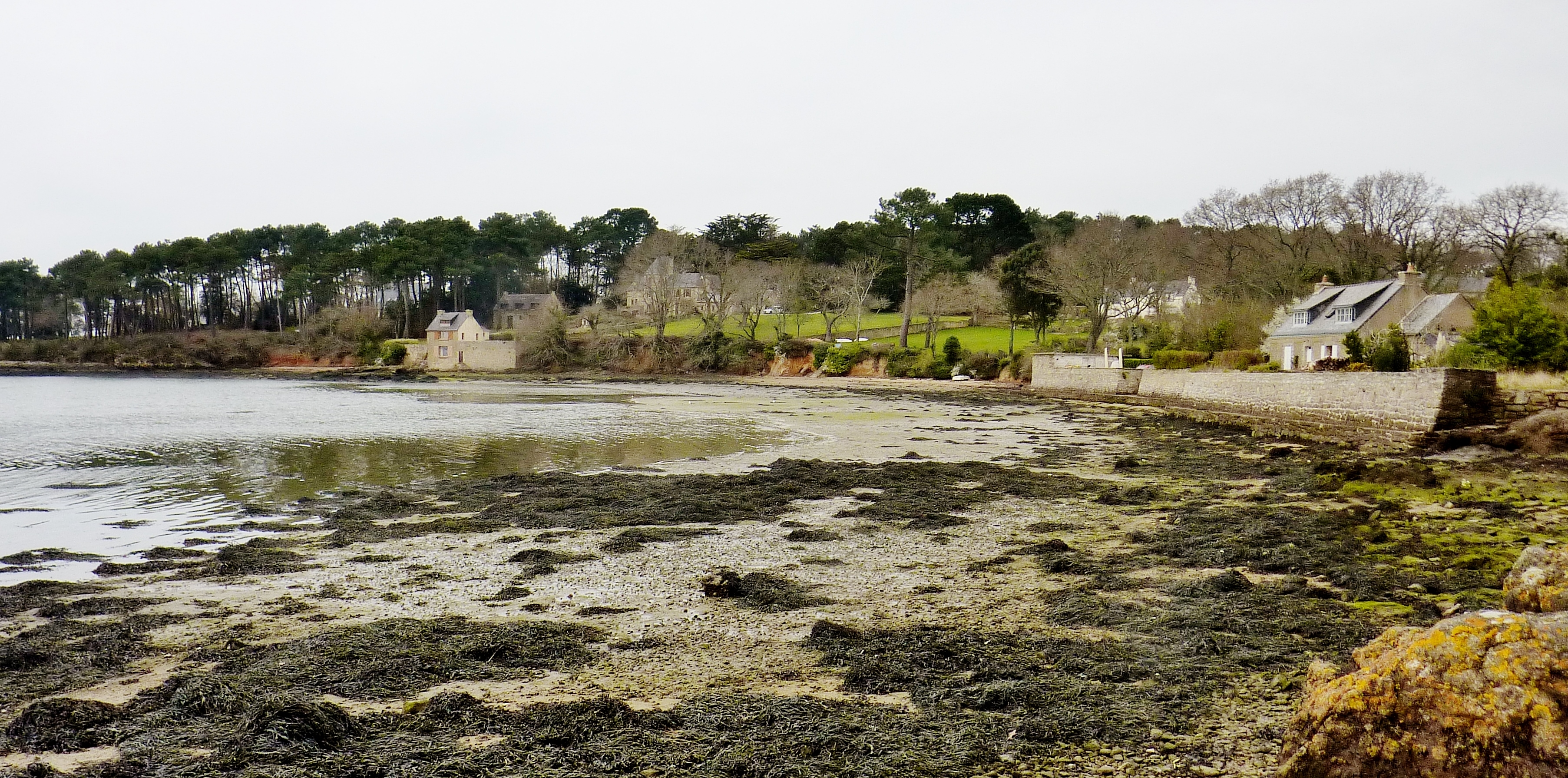
Le littoral de la ria du ruisseau du pont de Lohac aux environs du Moustoir.
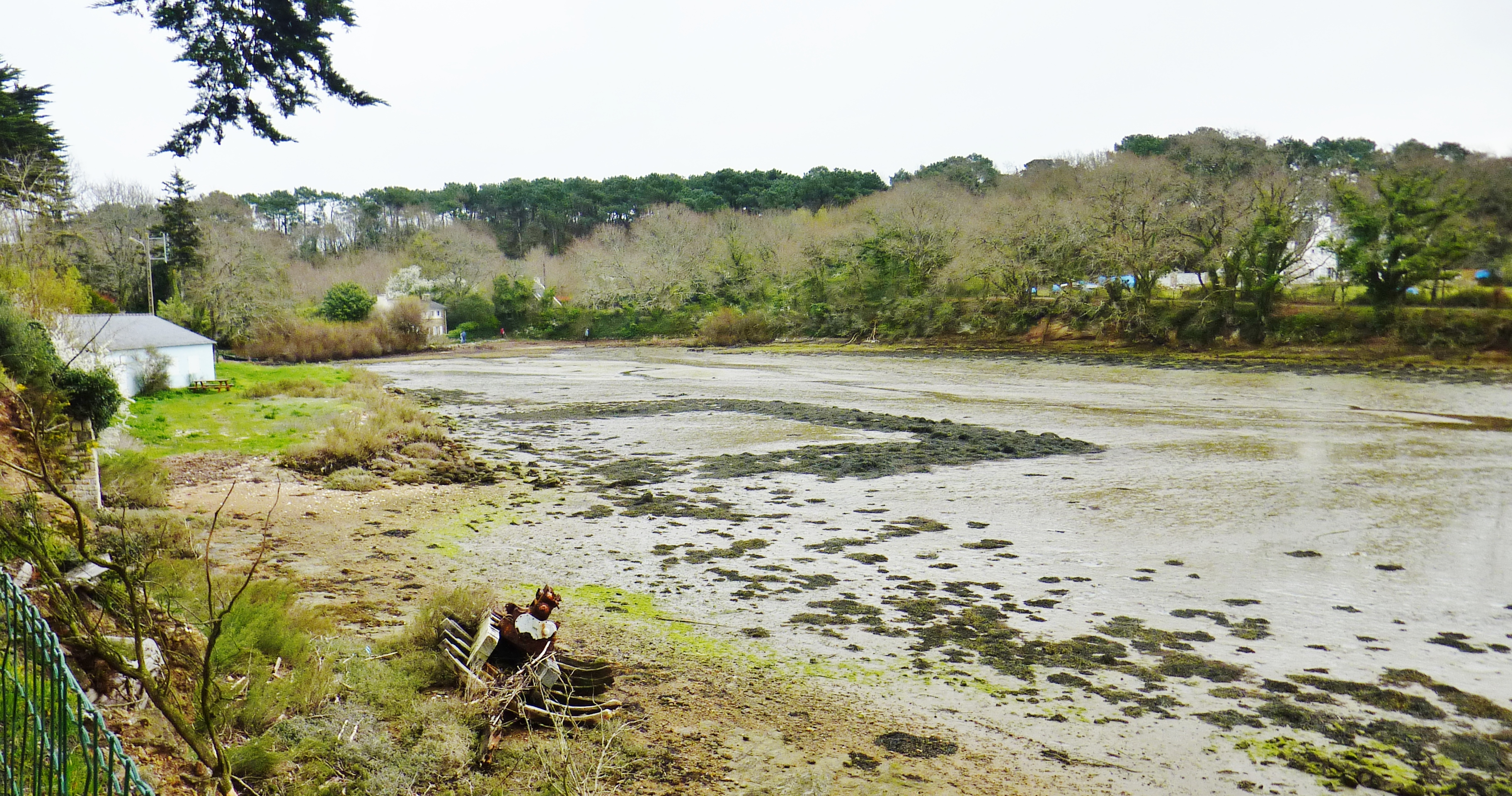
L'anse de Gréo (rive gauche de la ria du ruisseau du pont de Lohac).
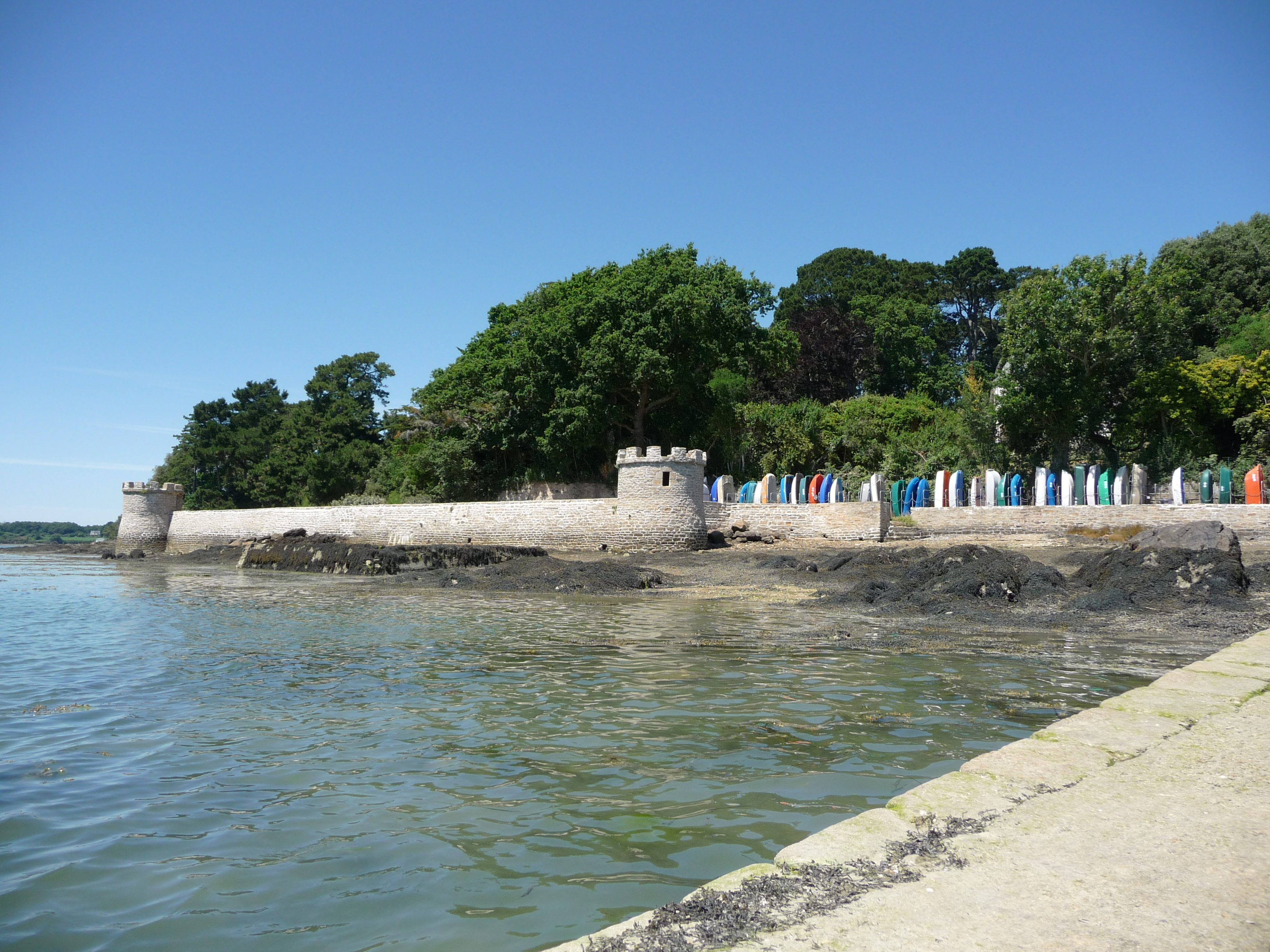
Le littoral à Pen er Men.

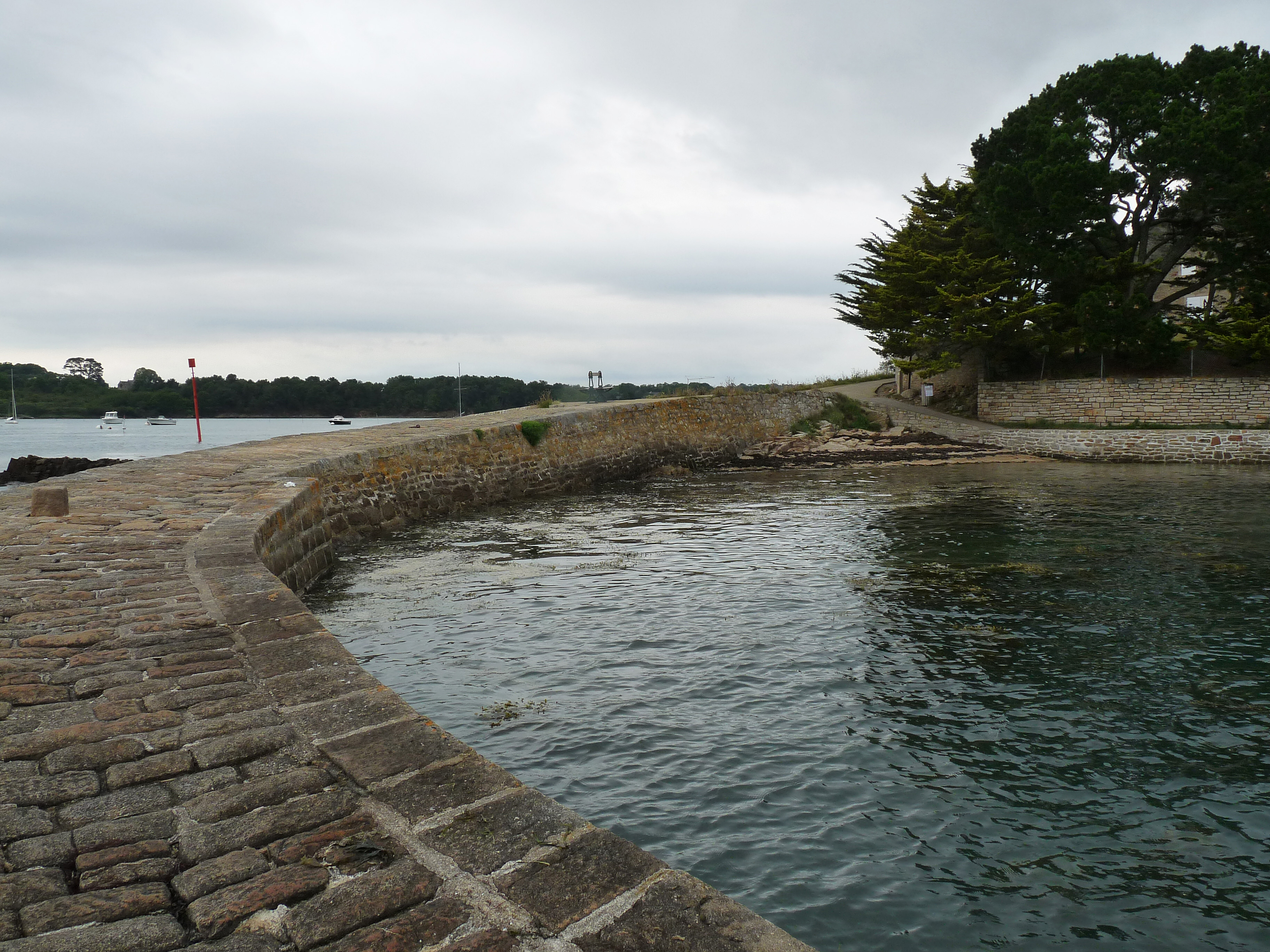
La pointe d'Arradon.
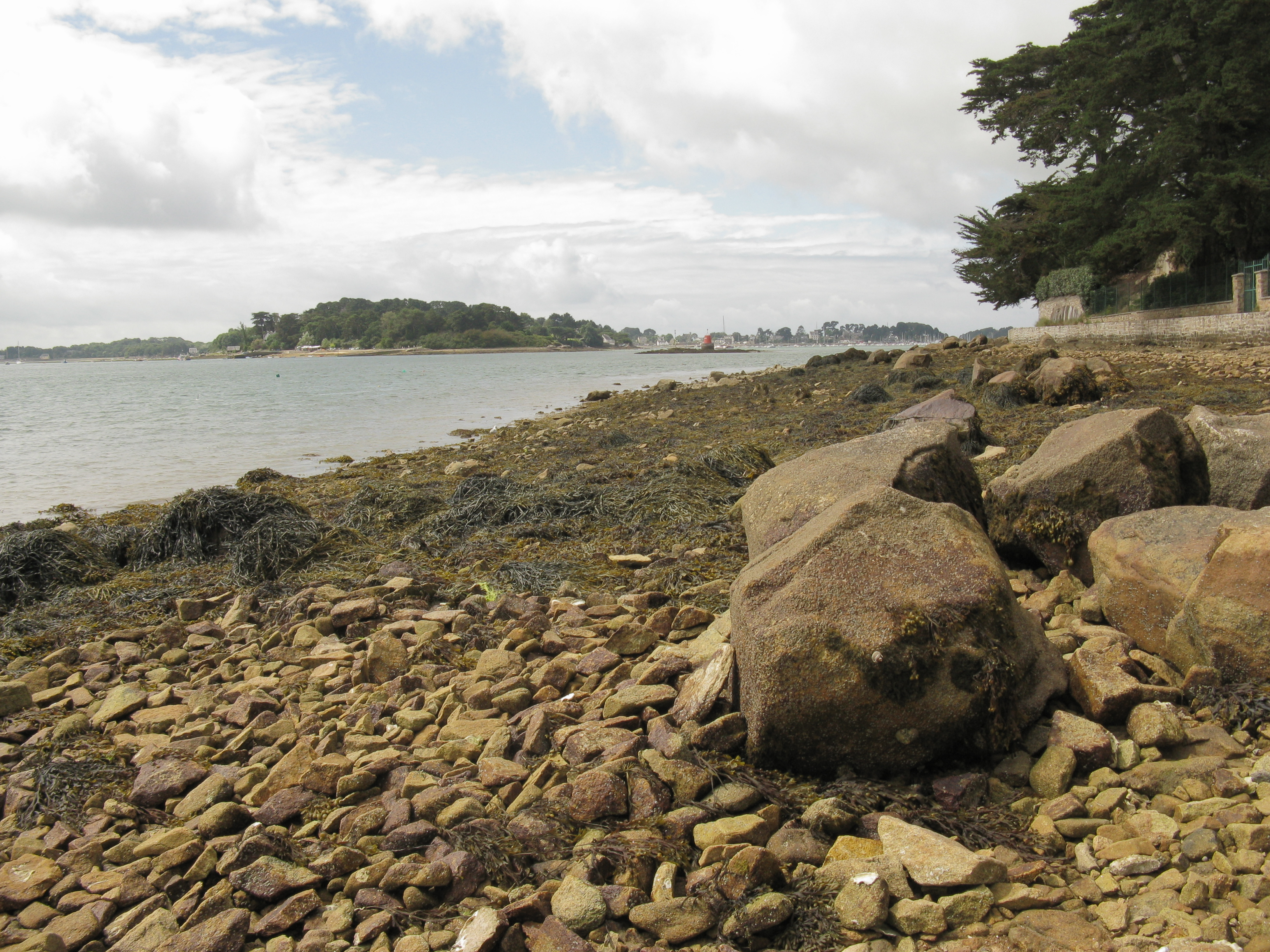
La pointe d'Arradon dans le golfe du Morbihan et, à l'arrière-plan la pointe du Trec'h dans l'Île aux Moines.
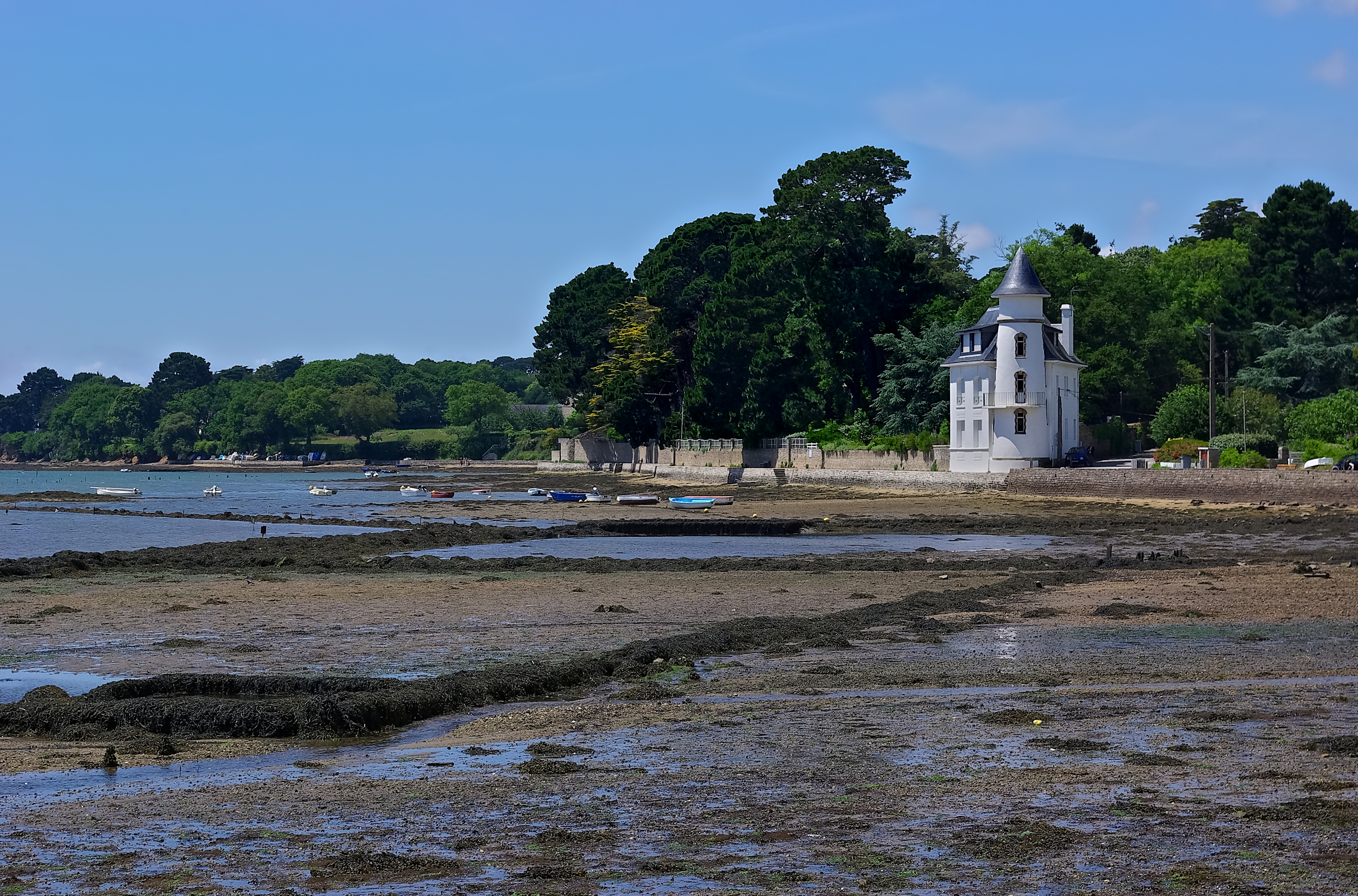
Marée basse dans l'anse de Kerbilaouët et la villa "Tour Saint-Vincent".
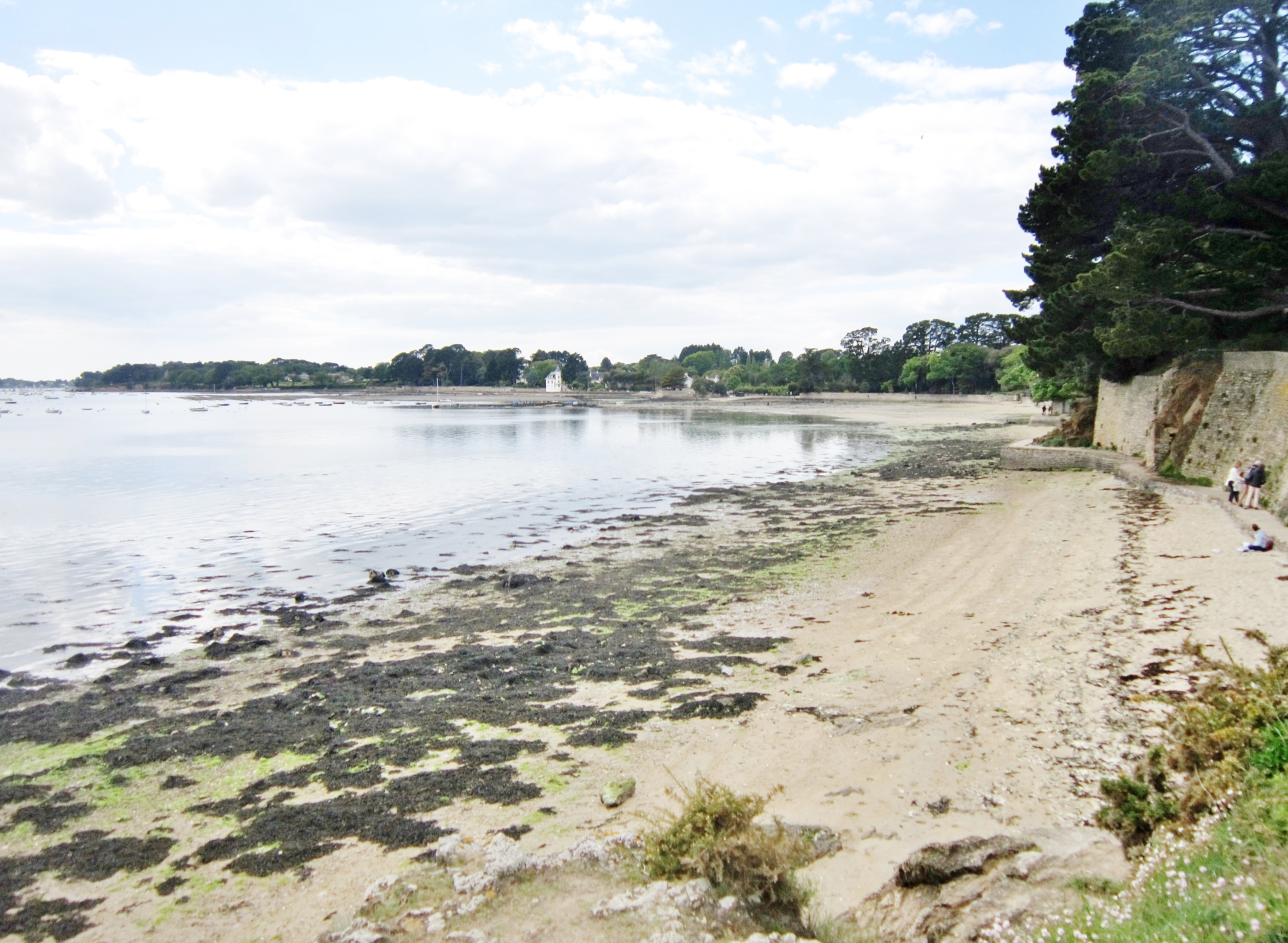
La plage de Kerbilouët.
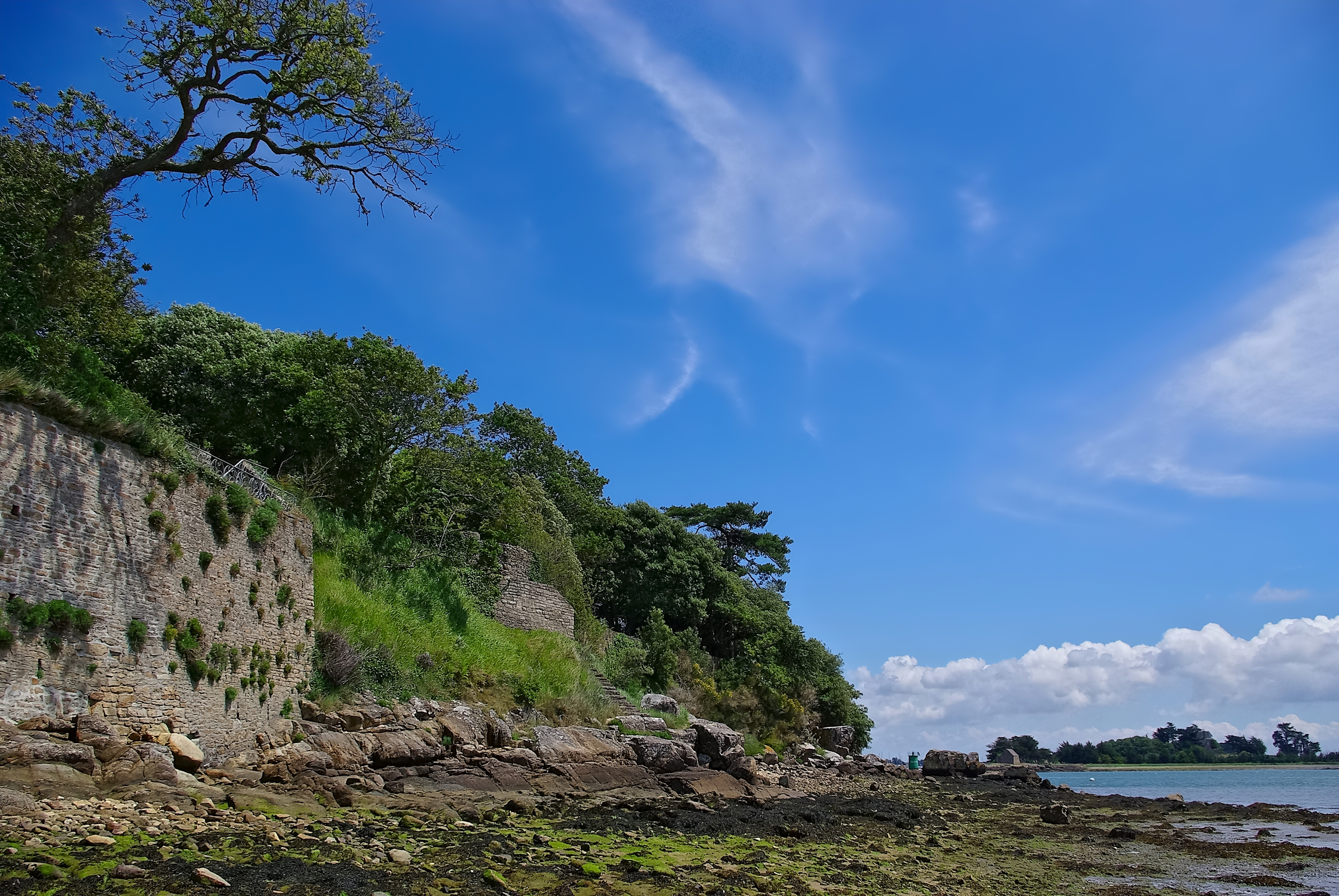
Les falaises près de Roguédas.
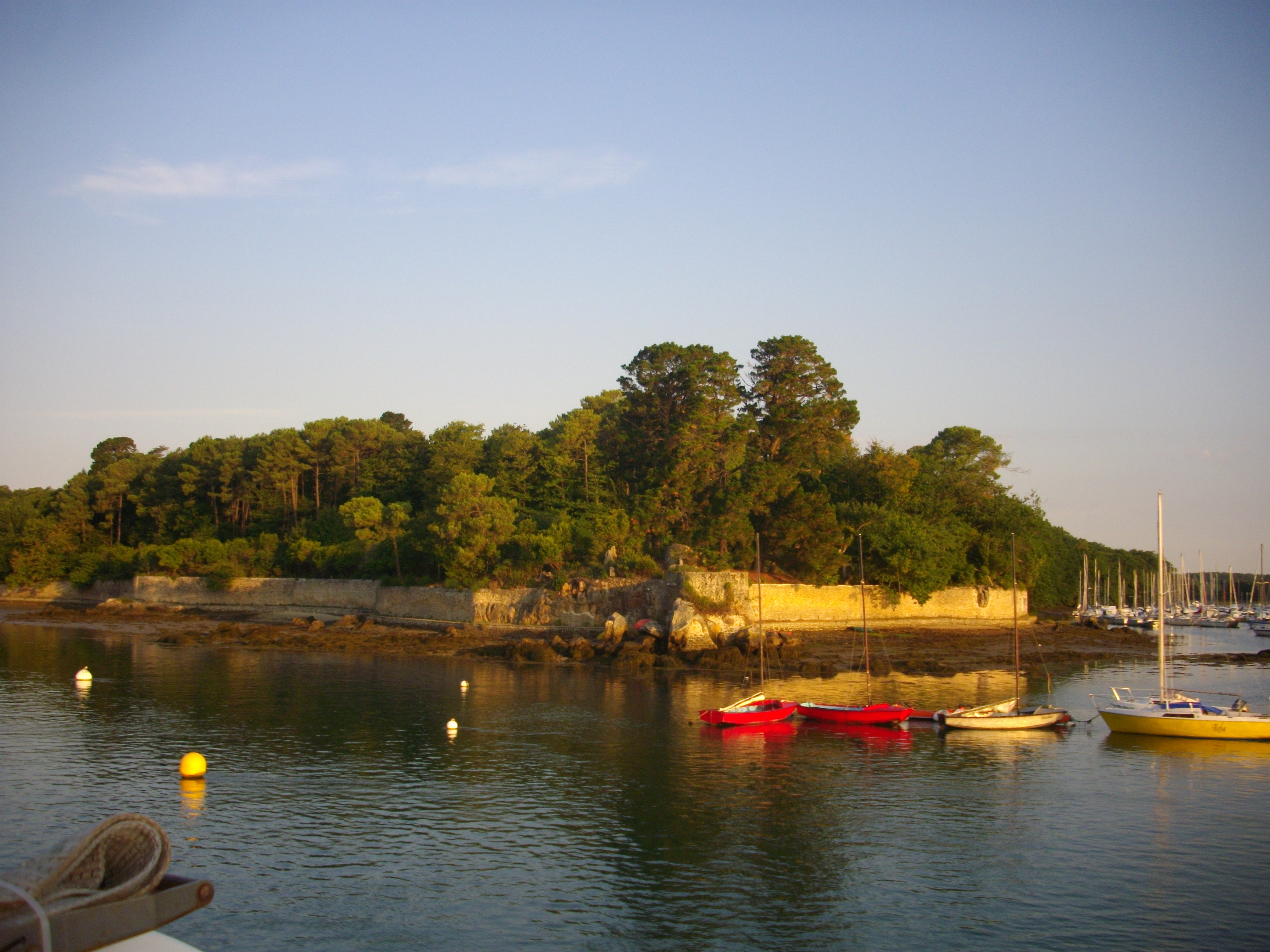
La pointe de Moréac.

Le littoral d'Arradon est un mélange de champs, bois et parcs abritant des demeures cossues ; certaines ont même été construites sur le domaine public maritime, parfois il y a plus d'un siècle. En 1992 le préfet du Morbihan a informé quatre propriétaires que leur autorisation d'occupation temporaire du domaine public maritime ne serait pas renouvelée, en application de la loi Littoral ; les propriétaires des maisons concernées (dont celle qui fut à Pen er Men possédée par la famille du général Diego Brosset, aussi propriétaire jusqu'en 1976 de l'Île Irus) ont été déboutés dans les procédures judiciaires menés par eux contre la décision préfectorale ; en 2012 une première maison est démolie et en 2014 c'est le tour d'un hangar ostréicole ; les autres maisons ont bénéficié d'un sursis qui expire le 1er janvier 2022.
Deux anciens moulins à marée existent le long du littoral.

### Le relief de l'intérieur de la commune
L'intérieur du finage communal s'élève jusqu'à 59 mètres d'altitude dans sa partie nord-ouest, à Parc Neuf, près de La Lande Lignol et même 61 mètres au nord du bourg ; celui-ci est vers une trentaine de mètres d'altitude. Le territoire communal est assez vallonné, drainé par les deux fleuves côtiers précités et leurs très modestes affluents, le principal étant le ruisseau de Ménaty, affluent de rive droite du Vincin, qui sert de limite nord à la commune, la séparant de Ploeren. Le ruisseau de Paluden est un minuscule fleuve côtier qui se jette dans l'anse de Paluden.
| - Carte topographique de la commune d'Arradon. |

### Cadre géologique
Les roches qui affleurent sous forme d'une microfalaise sur l'estran de la baie et autour de la pointe de Roguédas, constituent un site géologique d'intérêt départemental pour sa pétrographie, (affleurement	de pyroxénites et de morbihanites, gneiss à sillimanite). Des travaux de défense contre la mer, menés au début des années 2000 pour protéger une propriété privée ont, à la demande des géologues, respecté l'affleurement.

### Hydrographie
Pour un article plus général, voir Réseau hydrographique du Morbihan.
La commune est située dans le bassin Loire-Bretagne. Elle est drainée par le Ménaty, le ruisseau du Pont de Lohac, le ruisseau du Pont du Roc'h et le Vincin,,.

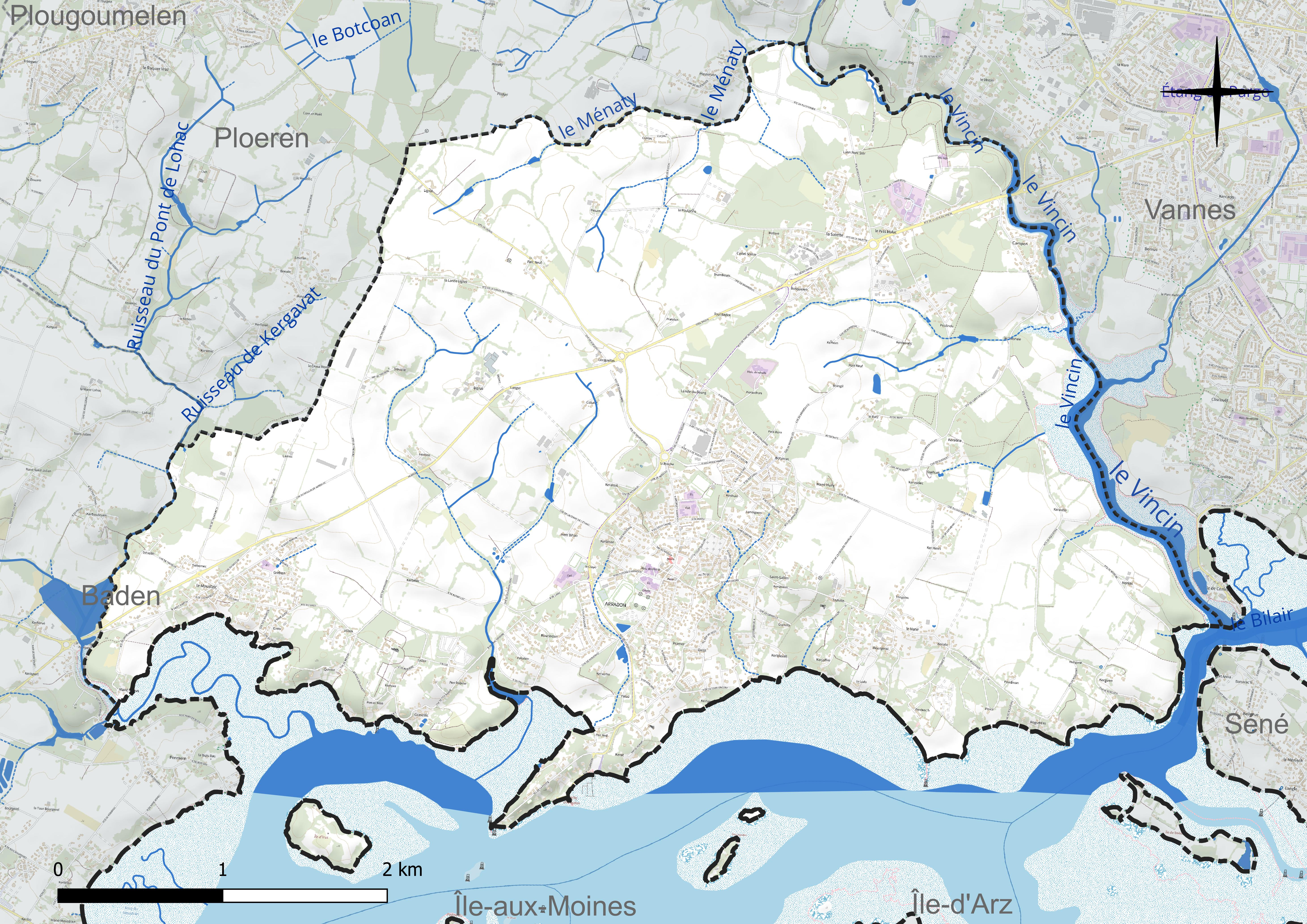
Réseau hydrographique d'Arradon.

### Climat
Pour des articles plus généraux, voir Climat de la Bretagne et Climat du Morbihan.
En 2010, le climat de la commune est de type climat océanique franc, selon une étude du CNRS s'appuyant sur une série de données couvrant la période 1971-2000. En 2020, Météo-France publie une typologie des climats de la France métropolitaine dans laquelle la commune est exposée à un climat océanique et est dans la région climatique Bretagne orientale et méridionale, Pays nantais, Vendée, caractérisée par une faible pluviométrie en été et une bonne insolation. Parallèlement l'observatoire de l'environnement en Bretagne publie en 2020 un zonage climatique de la région Bretagne, s'appuyant sur des données de Météo-France de 2009. La commune est, selon ce zonage, dans la zone « Littoral doux », exposée à un climat venté avec des étés cléments.
Pour la période 1971-2000, la température annuelle moyenne est de 12 °C, avec une amplitude thermique annuelle de 11,8 °C. Le cumul annuel moyen de précipitations est de 836 mm, avec 12,9 jours de précipitations en janvier et 6,6 jours en juillet. Pour la période 1991-2020, la température moyenne annuelle observée sur la station météorologique la plus proche, située sur la commune de Larmor-Baden à 7 km à vol d'oiseau, est de 12,8 °C et le cumul annuel moyen de précipitations est de 872,2 mm,. Pour l'avenir, les paramètres climatiques de la commune estimés pour 2050 selon différents scénarios d'émission de gaz à effet de serre sont consultables sur un site dédié publié par Météo-France en novembre 2022.

## Urbanisme

### Typologie
Au 1er janvier 2024, Arradon est catégorisée bourg rural, selon la nouvelle grille communale de densité à sept niveaux définie par l'Insee en 2022.
Elle appartient à l'unité urbaine d'Arradon, une unité urbaine monocommunale constituant une ville isolée,. Par ailleurs la commune fait partie de l'aire d'attraction de Vannes, dont elle est une commune de la couronne,. Cette aire, qui regroupe 47 communes, est catégorisée dans les aires de 50 000 à moins de 200 000 habitants,.
La commune, bordée par l'océan Atlantique, est également une commune littorale au sens de la loi du 3 janvier 1986, dite loi littoral. Des dispositions spécifiques d’urbanisme s’y appliquent dès lors afin de préserver les espaces naturels, les sites, les paysages et l’équilibre écologique du littoral, tel le principe d'inconstructibilité, en dehors des espaces urbanisés, sur la bande littorale des 100 mètres, ou plus si le plan local d’urbanisme le prévoit.

### Occupation des sols

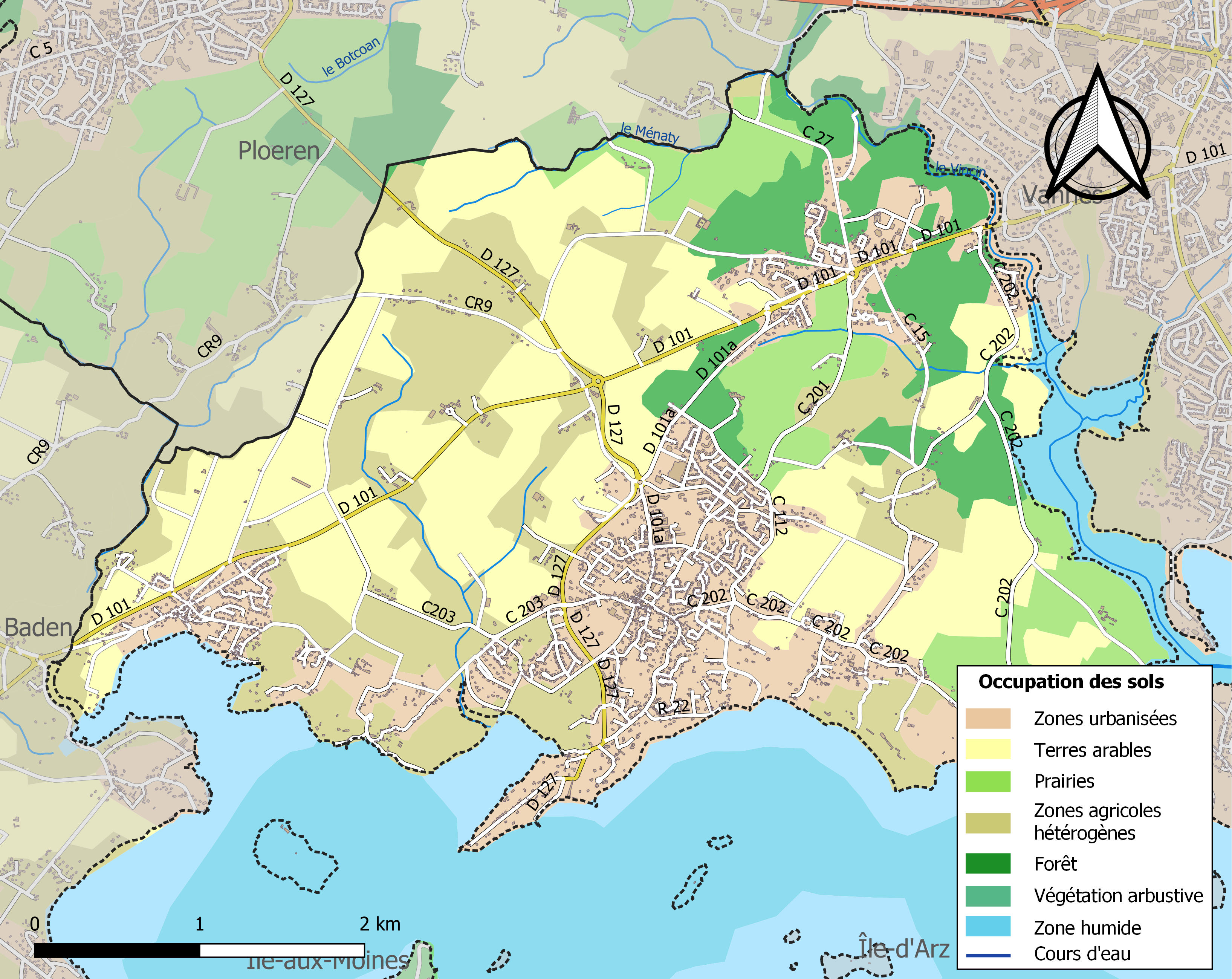
Carte des infrastructures et de l'occupation des sols de la commune en 2018 (CLC).

Le tableau ci-dessous présente l' occupation des sols de la commune en 2018, telle qu'elle ressort de la base de données européenne d’occupation biophysique des sols Corine Land Cover (CLC).
| Type d’occupation                                                                   | Pourcentage | Superficie (en hectares) |
| ----------------------------------------------------------------------------------- | ----------- | ------------------------ |
| Tissu urbain discontinu                                                             | 24,6 %      | 458                      |
| Terres arables hors périmètres d'irrigation                                         | 31,7 %      | 590                      |
| Prairies et autres surfaces toujours en herbe                                       | 9,5 %       | 177                      |
| Systèmes culturaux et parcellaires complexes                                        | 21,6 %      | 401                      |
| Surfaces essentiellement agricoles interrompues par des espaces naturels importants | 1,4 %       | 25                       |
| Forêts de feuillus                                                                  | 0,08 %      | 1,5                      |
| Forêts de conifères                                                                 | 9,4 %       | 175,5                    |
| Zones intertidales                                                                  | 0,6 %       | 11                       |
| Mers et océans                                                                      | 1,1 %       | 20                       |
| Source : Corine Land Cover                                                          |             |                          |

### Habitat
Comme c'est souvent le cas en Bretagne, le bourg s'est implanté à quelque distance du littoral, sur une hauteur d'une trentaine de mètres ; les premiers immigrants bretons fixèrent le centre de leurs plous à l'intérieur des terres, probablement par crainte des pirates saxons. C'est à l'époque gallo-romaine que des villæ ont commencé à occuper le bord de mer, qui est devenu très recherché à partir de la deuxième moitié du XIXe siècle, notamment au niveau de la Pointe d'Arradon.
Arradon est resté longtemps une commune rurale avec son paysage de bocage et un habitat rural dispersé en hameaux et fermes isolées. C'est à partir de la deuxième moitié du XXe siècle que le bourg a beaucoup grossi (périurbanisation) en raison de la création de nombreux lotissements dans ses alentours (en raison de la proximité de Vannes) et que tout l'espace compris entre le bourg et la mer s'est rurbanisé en raison de l'attractivité littorale, de Paluden et Rosclédan à l'ouest, à Bourgerel et Benalo à l'est. Paradoxalement la présence plus ancienne de villas cossues entourées de vastes propriétés le long du bord de mer a empêché une urbanisation dense du littoral lui-même, bien avant la loi Littoral.
Un foyer secondaire d'urbanisation existe dans la partie ouest de la commune autour du hameau du Moustoir, qui s'est développé initialement de manière autonome par rapport au bourg d'Arradon.
Une zone d'activités, dite de Doaren-Molac, s'est développée dans la partie nord-est de la commune aux alentours du lieu-dit « la Salette », le long de la D 101 ; c'est en fait une excroissance de l'agglomération vannetaise.

### Transports
Aucun axe de transport important (ni voie ferrée, ni route nationale) ne dessert la commune, à laquelle on accède principalement par la D 101, qui va de Vannes à Baden, dont le tracé suit d'ailleurs en partie celui d'une ancienne voie romaine, et qui passe au nord du bourg, lequel est desservi par la D 127, qui vient de Ploeren et va jusqu'à la Pointe d'Arradon (le bourg est désormais contourné par une rocade passant à l'ouest de celui-ci).
Les caractéristiques du littoral n'ont pas permis de créer de ports importants ; de modestes ports de plaisance existent toutefois, le principal étant celui de la Pointe d'Arradon, d'autres mouillages se trouvent à Pen er Men, Penboc'h et Moréac.

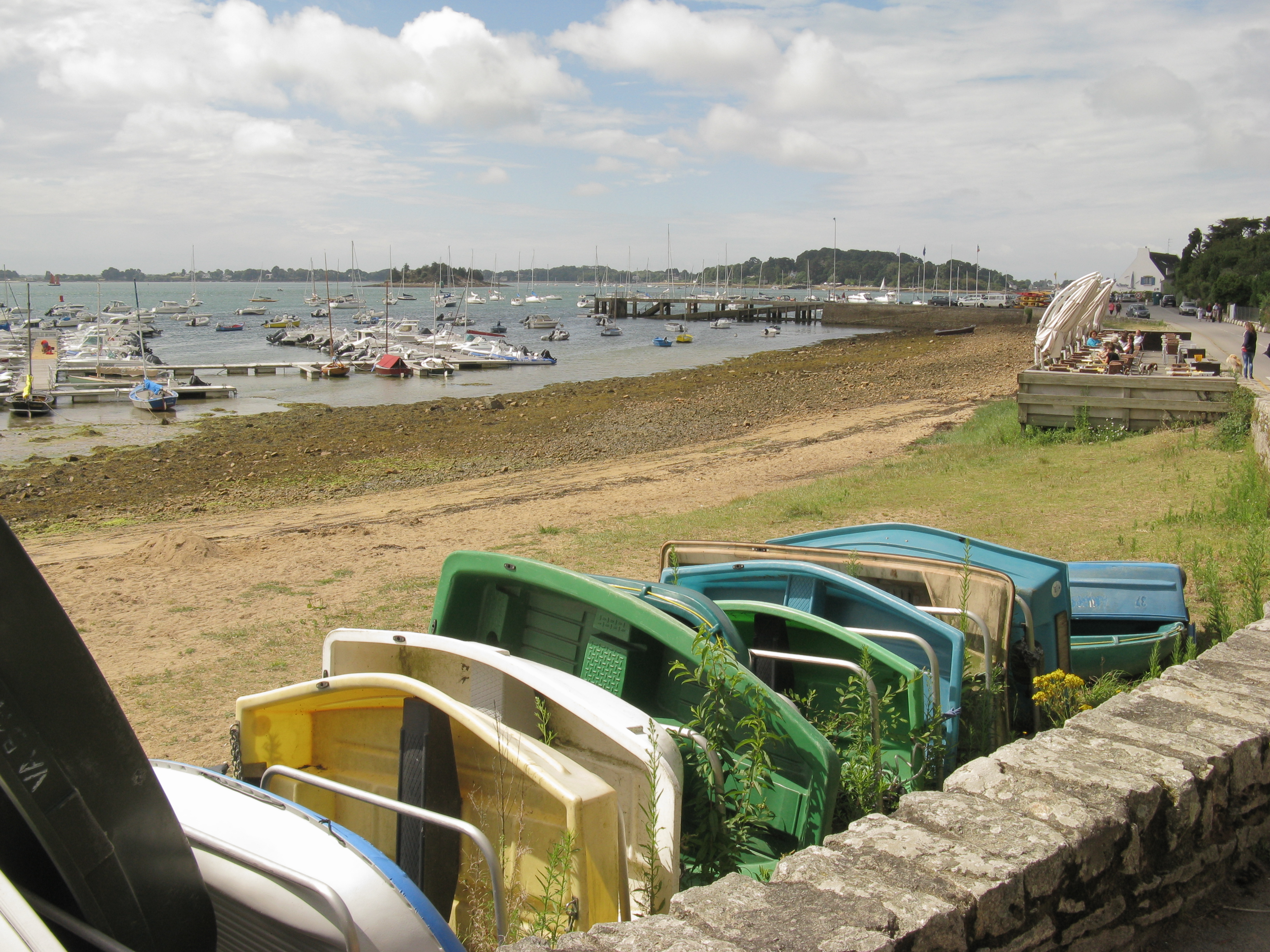
Le port d'Arradon.
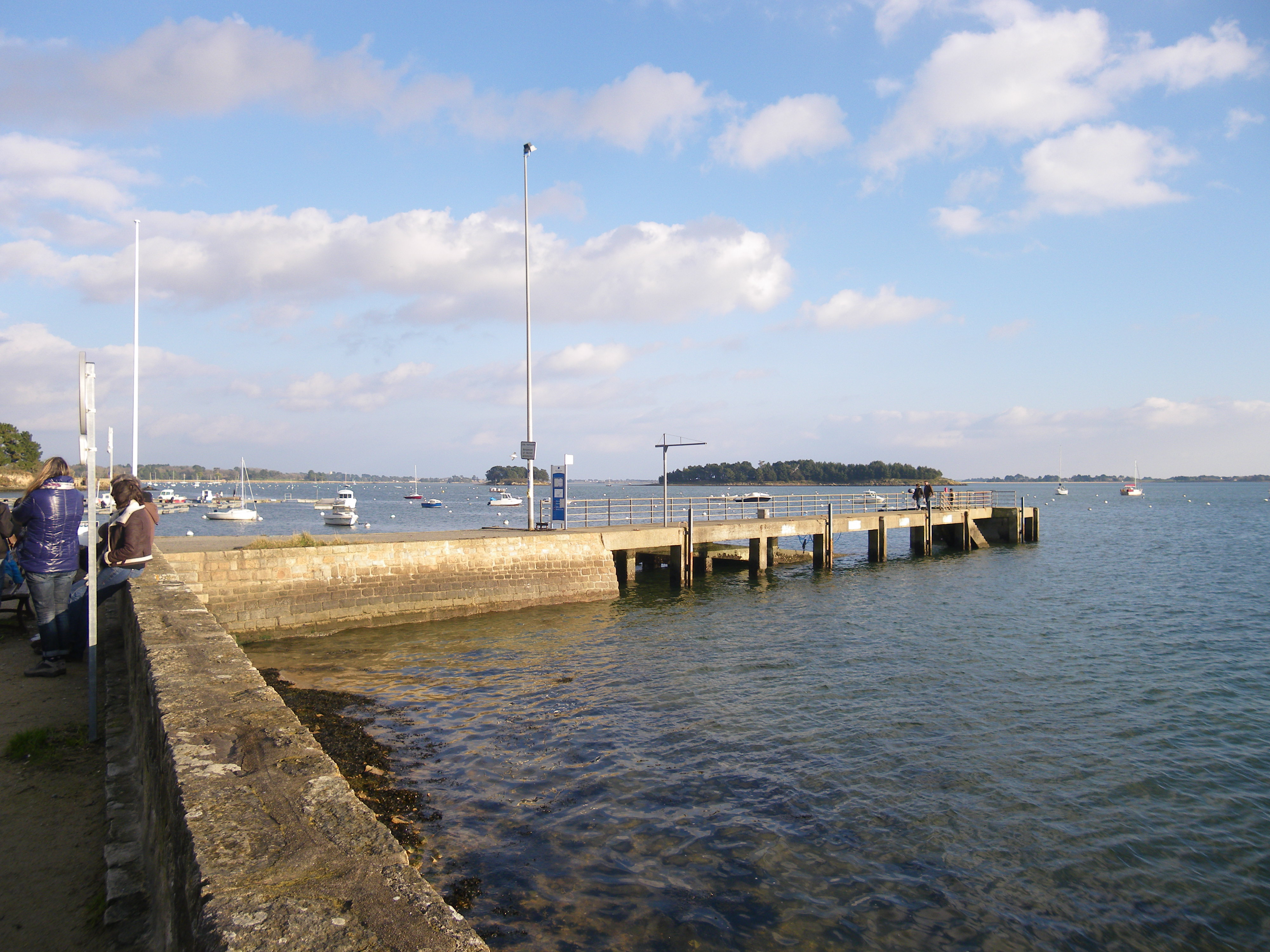
Le port d'Arradon et les deux îles Logoden.
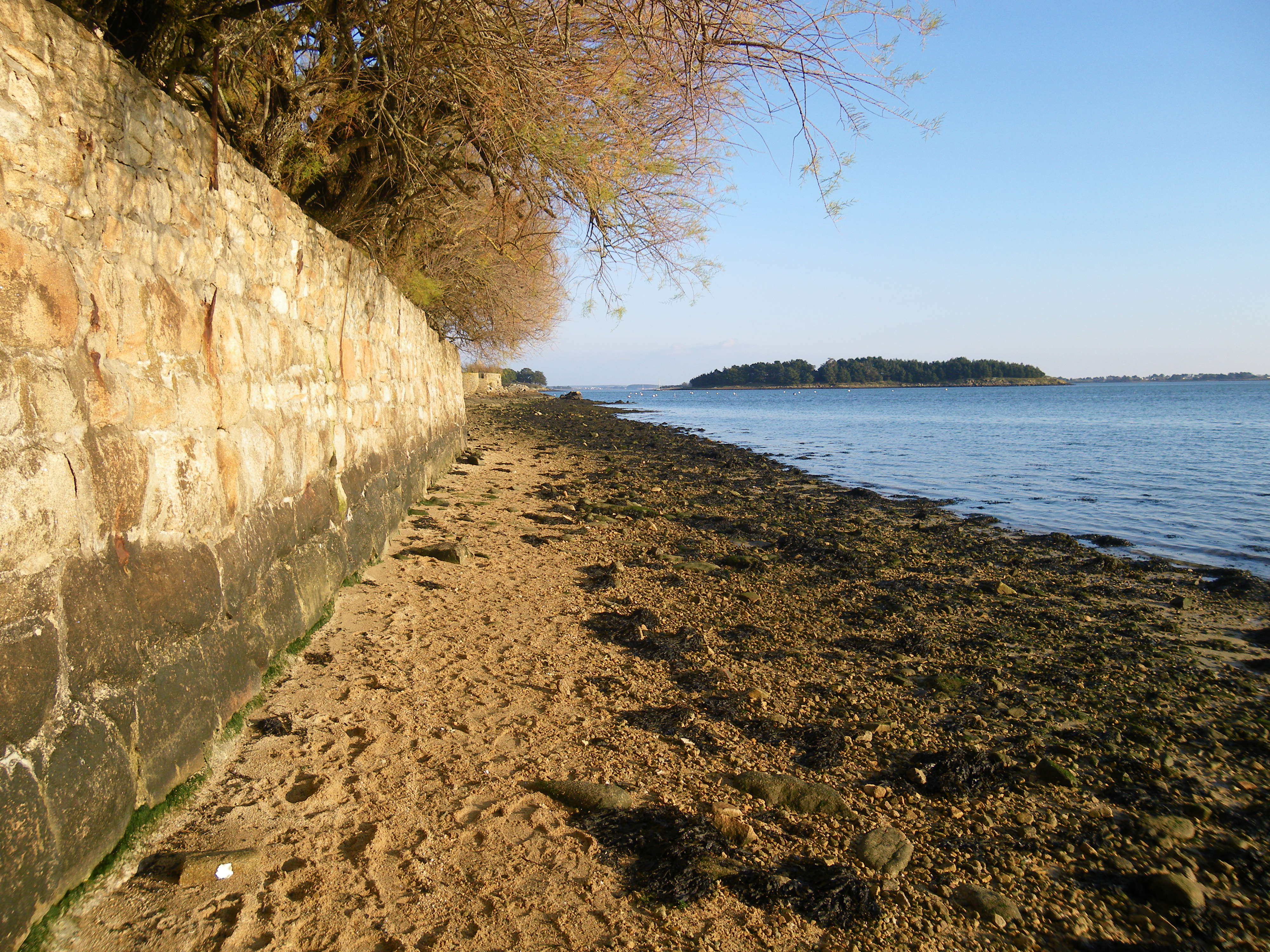
Mur bordant une propriété privée littorale et absence de sentier littoral à Arradon.
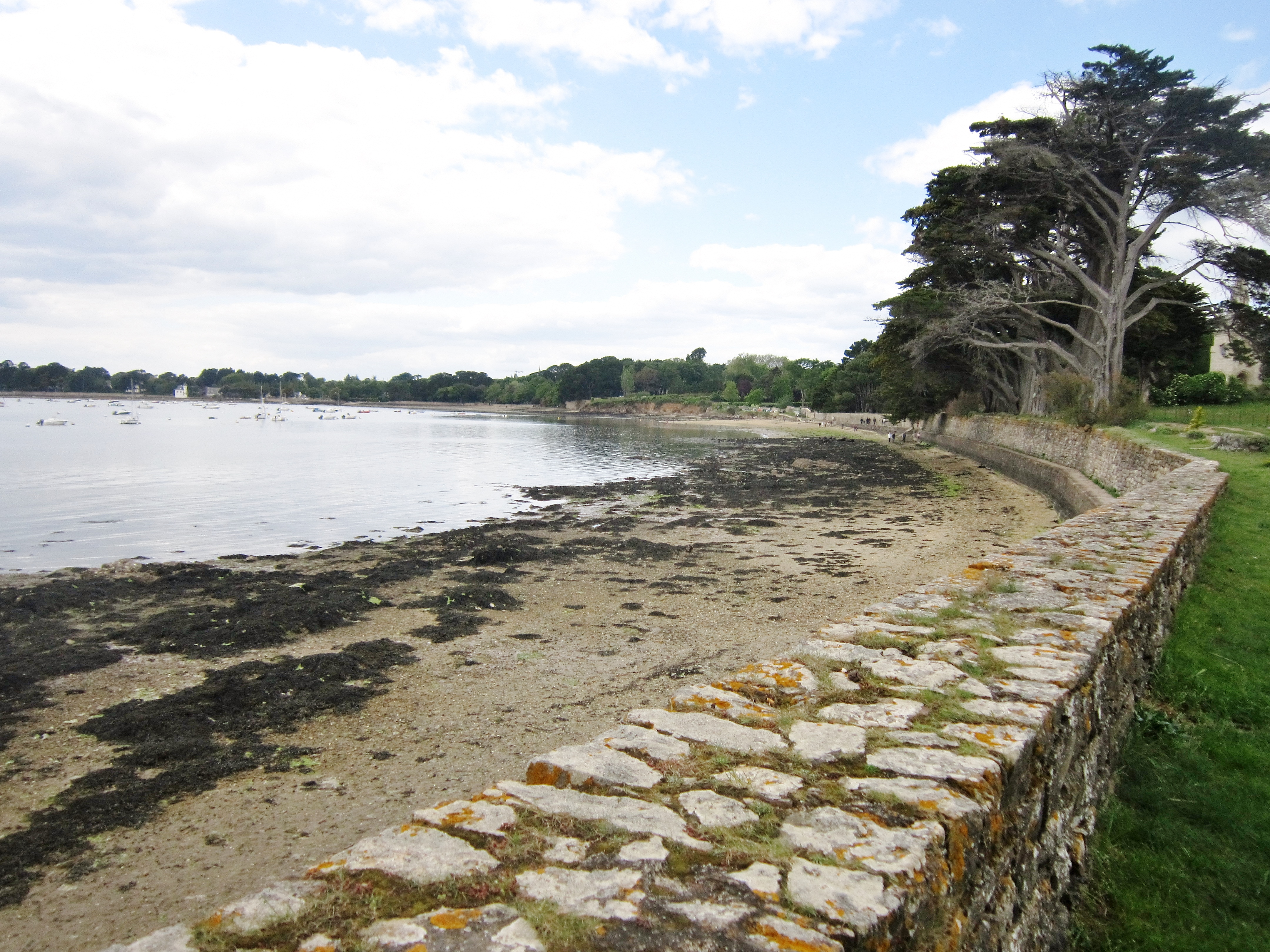
La baie du Lodo et l'étroitesse du sentier littoral GR 34.

Le sentier piétonnier GR 34 longe une bonne partie du littoral d'Arradon (mais est parfois très étroit, constitué d'un trottoir de faible largeur longeant les murets de protection des propriétés privées littorales), mais s'en éloigne aussi en maints endroits, en raison de l'opposition de propriétaires riverains, en dépit de la servitude de passage théorique, comme sur la côte nord de la Pointe d'Arradon ou aux alentours de Roguédas.
La véloroute V45 (La Littorale) passe à l'ouest du Bourg et longe la côte vers Baden.

## Toponymie
Le nom de la localité est attesté sous les formes Daradon en 1304 et Aradon en 1516.
Il est possible aussi qu'Arradon ait une origine gauloise, ce nom viendrait de Aradunum et la signification serait "la colline d'ara ». Selon N-Y Tonnerre, il s'agit un toponyme gaulois formé par le suffixe -dunum et ayant subi une évolution romane.
Signalons le toponyme Arandon, en Isère, défini comme provenant de Aran d'origine pré-celtique et de Dun ("Forteresse"), mot gaulois que l'on retrouve dans de multiples exemples comme London, Chateaudun, Chaudun, etc.
Le nom de la localité est attesté sous la forme Ara'on en breton.

## Histoire

### Préhistoire
Un tumulus situé à Saint-Galles fut fouillé en 1854 par René Galles, propriétaire du terrain sur lequel il se trouvait. Une hache en jadéite, provenant d'Arradon, donnée par Louis Galles, se trouve au musée d'histoire et d'archéologie de Vannes, de même que divers objets provenant de la fouille du dolmen d'Er Roh.
Le dolmen de Kerhenry, en ruine, date du Néolithique et fut aussi exploré par Louis Galles.
Un lec'h bas qui se trouvait dans l'ancien cimetière d'Arradon, déclassé à la fin du XIXe siècle, et qui gisait, presque oublié, à moitié enfoui, dans un coin de cet ancien cimetière, fut donné au musée d'histoire et d'archéologie de Vannes vers 1924. Un autre lec'h, qui était près de l'ancienne église paroissiale démolie vers 1890, a disparu.

### Antiquité
À l'époque romaine, Arradon était occupé par les Romains qui l’utilisait comme étape entre Vannes et Locmariaquer.
En 1856-1857, à la suite des fouilles menées au Lodo par le chevalier de Fréminville en 1837, permirent de préciser le plan des trois groupes de constructions gallo-romaines. Des monnaies datant de la période comprise entre les empereurs Maximien Hercule et Magnence (entre 286 et 353 après J.-C.) furent trouvées dans la villa du Lodo. La villa du Lodo s'étendait en façade maritime sur plus de 170 mètres et en profondeur sur une cinquantaine de mètres ; elle comprenait un bâtiment principal, richement aménagé et relié par une galerie de 60 mètres, servant de promenoir, à un bâtiment thermal. Des vestiges d'autres villæ gallo-romaines, en fait aussi de grosses exploitations agricoles, ont été identifiés à Pen-er-Men, Roguedas, Mané Bourgerel (cette villa possédait des thermes dont le sol de la piscine centrale était orné d'une rosace mêlant schistes noirs et verts, marbres veinés de rouge et tuffeau de Loire), Kerran (la villa était reliée à la voie romaine par un chemin empierré) et Kervoyer.
Des restes d'un monument gallo-romain furent découverts en 1854 dans la propriété de Saint-Galles, aussi en Arradon

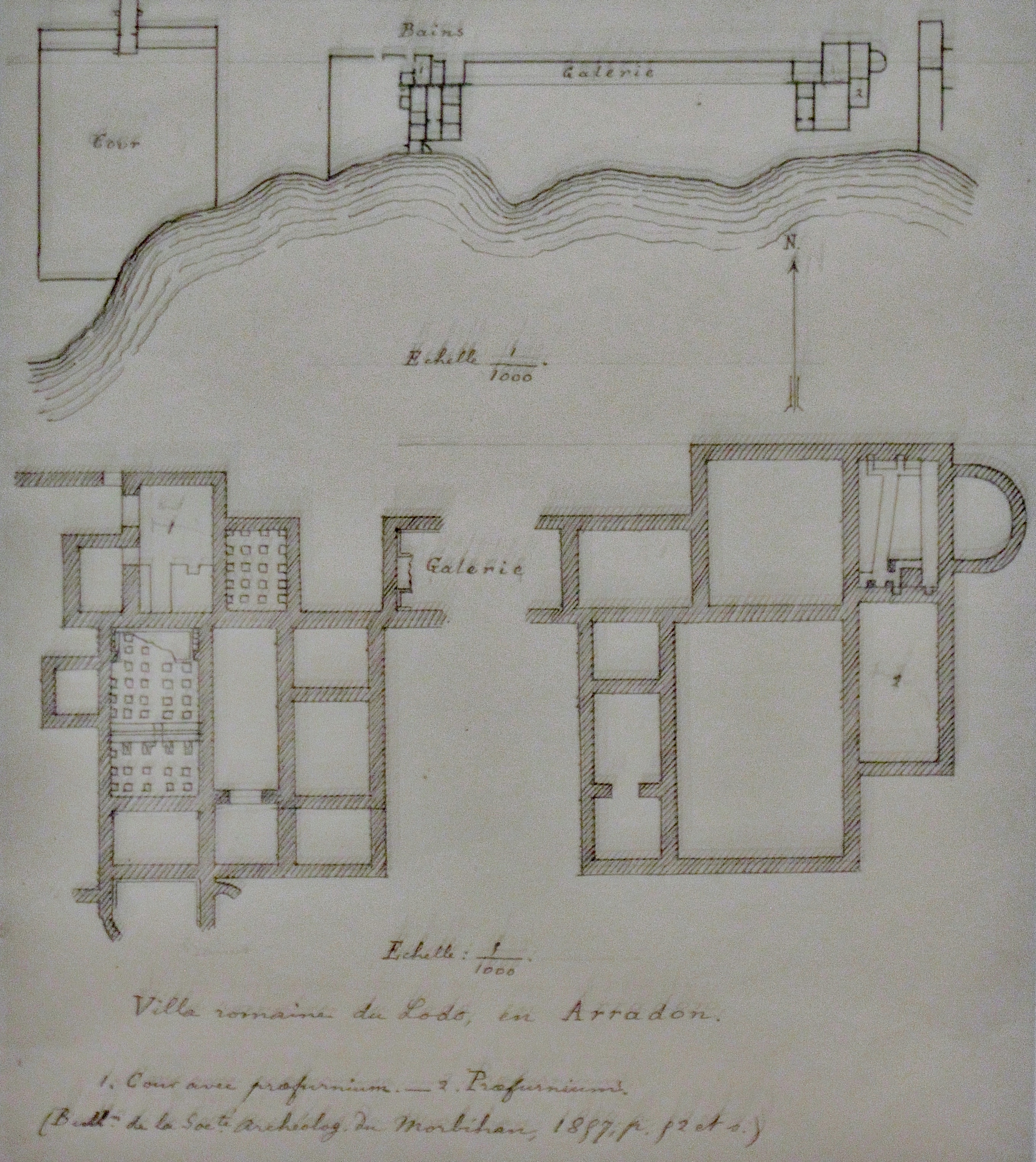
Plan de la villa romaine du Lodo (IIe ou IIIe siècle apr. J.-C.) en Arradon dessiné par le Chevalier de Fréminville en 1837.

La voie romaine allant de Vannes à Locmariaquer entrait dans l'actuelle commune d'Arradon par le pont du Vincin, passait au nord de Loqueltas, avant de se diriger vers Ploeren. L'actuelle D 101 suit en partie son tracé.

### Moyen Âge
Arradon était à l’origine un territoire appartenant à la paroisse de Ploeren. Arradon faisait partie au haut Moyen Âge de la châtellenie de Largouët.
Le hameau du Moustoir (ce mot du vieux-breton moster ou mouster est issu du vieux français moustier, lui-même dérivé du latin monasterium (monastère), rappelant les défrichements monastiques dès le haut Moyen Âge), comme son nom l'indique, fut probablement fondé grâce à l'implantation d'un petit monastère qui aurait sans doute été ruiné au Xe siècle par les Scandinaves, mais les sources historiques manquent.
On trouve en 1387 pour la première fois l’appellation de la paroisse d'Arradon dans les archives. En 1443, Arradon comptait plus d'une douzaine de seigneuries, les plus connues sont probablement Kerdréan, berceau de la famille d'Arradon, et Kerrat, mais leur nombre dépassait la vingtaine au XVIIe siècle. Les deux seigneuries de Kerdréan et de Kerat (Kerrat) sont réunies en 1479 par le mariage de Perrine Redoret, dame de Kerat, avec Jean d'Arradon, sieur de Kerdréan.
L'Île-aux-Moines dépendait jadis de la paroisse d'Arradon dont elle était une trève. Selon une tradition qui ne repose sur aucune preuve historique, saint Vincent Ferrier serait venu rechercher « une solitude apaisante » à Arradon (la confusion vient peut-être du fait que ce saint est né en Aragon) ; mais cette tradition explique le culte dont jouit de saint à Arradon et l'Île-aux-Moines
Au XVe siècle Arradon avait les maisons nobles du Raz (au sieur de Kerdréan, dit Olivier d'Arradon, qui habitait le château d'Arradon), Ra et Tas (au sieur de Guer), Kerbolore (au sieur de la Chesnaie), Kerbellec (à Jean Calleu), le Quiltas et la Noerdie. Un manoir existait à Porcé en 1443 qui appartenait alors à Jehan Sigalo.
Huit nobles d'Arradon étaient présents à la montre du 8 septembre 1464 à Vannes. Outre la seigneurie d'Arradon (Aradon), Joseph-Marie Le Mené énumère 25 autres seigneuries moins importantes à Arradon.

### Temps modernes
Cinq frères de la famille d'Arradon jouèrent un rôle notable pendant les Guerres de la Ligue, principalement Jérôme d'Arradon, seigneur de Quinipily, qui fut gouverneur d'Hennebont ; il reprit la ville, aidé par 2 500 soldats espagnols, qui était tenue par des troupes fidèles au roi de France en décembre 1590 ; René d'Arradon, gouverneur de la ville et du château de Vannes ; Georges d'Arradon, évêque de Vannes de 1590 à sa mort en 1596, conseiller du roi au Parlement de Bretagne et Louis d'Arradon, seigneur de La Grandville (ce dernier, commandant alors une troupe de Ligueurs, est mort en 1597 près du château de Quimerc'h en Bannalec lors d'un combat l'opposant à des royalistes commandés par le baron de Molac).
Le prieuré Notre-Dame du Vincin, qui existait déjà au XVe siècle, reconstruit au XVIIIe siècle, était la propriété de l'évêque de Vannes et devint alors une dépendance du Grand séminaire du diocèse.
Le 4 novembre 1766 Luc Edmond de Stapleton, fils de Jean II Stapleton, comte de Bournée et de la Haye, marquis de Trèves, épousa à Arradon Marie de Lannion, dame d'Arradon, de Kervily, de Kercabin, de Kerdréan, de la Boissière et de Cardaillac, propriétaire du château d'Arradon.
Jean-Baptiste Ogée décrit ainsi Arradon en 1778 :

« Aradon ; au bord du Morbihan ; à une lieue ½ à l'ouest-sud-ouest de Vannes, son Vannes et sa subdélégation, et à 21 lieues deux tiers de Rennes. Cette paroisse compte, y compris ceux de l'Ifle-aux-Moines, sa trève, environ 2 000 communiants. Elle ressortit au présidial de Vannes. La cure est à l'alternative. »

Le même auteur précise également qu'Arradon « est assez abondant en froment et autres grains » et qu'on y « voit des marais à sel ».

### Révolution française et Consulat
Arradon devint une commune en 1790. Elle se tourna vite vers une activité centrée vers l’agriculture et la pêche, puis vers ses côtes et son patrimoine.
Le prieuré Notre-Dame du Vincin fut vendu comme bien national en 1791 (il fut racheté en 1817 par le clergé).
Un rassemblement royaliste fut organisé le 1er janvier 1797 au château d'Arradon, dont le propriétaire, le comte Luc de Stapleton, était alors emprisonné à Nantes.
Selon un rapport anonyme, sous le Consulat, Pierre Lavantur, ancien curé d'Arzon, devenu curé d'Arradon, propage « ses opinions contre-révolutionnaires et infecte tranquillement tout le canton d'Arradon » ; le 19 thermidor an VIII (7 août 1800) « les chouans, au nombre de douze à quinze bien armés, parcourent toujours les environs de Baden, Ploeren, Arradon ». En mars 1803, des gendarmes cernèrent l'église d'Arradon pour y arrêter des marins réfractaires ou déserteurs.

### LeXIXesiècle

#### Arradon dans la première moitié duXIXesiècle
En 1822 le château d'Arradon appartient à Denise de Robien, épouse de Joseph de Stapleton (fils du comte Luc Edmond Stapleton, marquis de Trèves), décédée le 8 janvier 1842 à Arradon.
Dans la nuit du 16 au 17 juillet 1831 un détachement militaire alla cerner le château d'Arradon où se tenait un rassemblement légitimiste précurseur de la Chouannerie de 1832.
Le 2 juin 1833 une barque chargée de 9 personnes revenant du pardon d'Arradon et retournant sur Vannes sombra dans une mer forte; le naufrage fut 7 victimes, 2 naufragés ayant pu être secourus. Ce naufrage illustre aussi le fait qu'il était apparemment plus facile de faire le trajet Vannes-Arradon ou retour par bateau que par voie terrestre à cette époque.
A. Marteville et P. Varin, continuateurs d'Ogée, décrivent ainsi Arradon en 1843 :

« Arradon : commune formée par l'ancienne paroisse de ce nom, aujourd'hui succursale. (...) Principaux villages : Caléac, Lignol, Brambois, la Scellette, Beignal, Poulfanc, Langat, Parc-er-Borian, Kervadec, Keravelo, Lemoustier, le Gréant, Kerhore, le Gravello, le Grézic, Trévelin, Pemboch, Roquédas, Loqueltas, Keruerguen, Sainte-Barbe. Moulins à vent de Pouster, de Kerbellec ; à eau de Paluden et Ponster. Superficie totale : 1 797 hectares dont (...) terres labourables 631 ha, prés et pâturages 378 ha, vergers et jardins 41 ha, bois taillis 29 ha, bois futaie 9 ha, pins et sapins 30 ha, landes et vagues 648 ha (...). L'immense quantité de landes que contient cette commune justifie assez l'étymologie de son nom. Les principales productions de la commune sont : froment, seigle, miel, avoine et blé noir. On commence à cultiver les arbres résineux. Une partie des habitants se livrent à la marine. Les engrais de mer favorisent le développement de l'agriculture. (...) Géologie : le sol repose sur schiste micacé ; le granite se rencontre au nord, dans presque toute la partie qui est en landes. On parle le breton. »

Le domaine de la Chesnaie, exploité par Charles Avrouin-Foulon, receveur général du Morbihan, pouvait être considéré comme une ferme-modèle vers 1840.

#### D'un modeste bourg à une station balnéaire cossue
Le 6 juillet 1863 un incendie détruisit deux fermes et six maisons dans le bourg d'Arradon ; « une dizaine de personnes ont été plus ou moins grièvement blessées, en cherchant à empêcher le feu de se communiquer aux autres habitations du village ».
En 1864 Arradon amorce à peine sa transformation vers une station balnéaire : Louis de Serbois écrit alors qu'« Arradon, que personne à Paris ne voudrait connaître, (...) est très à la mode chez messieurs les Bretons qui viennent non seulement de Vannes, mais de Brest, de Nantes ou de Rennes, s'y construire des maisons de campagne et y passer la belle saison ».

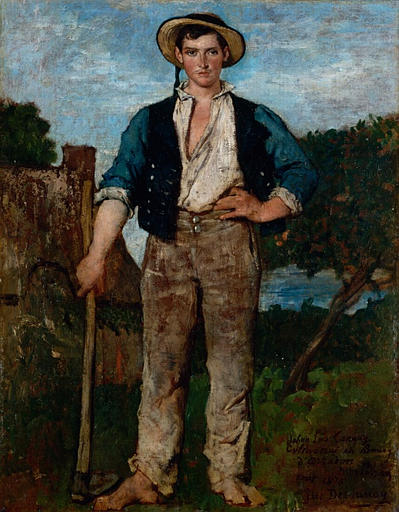
Jules-Élie Delaunay : Paysan à la houe (1876) [Jehan-Loïs Tanguy, cultivateur au bourg d’Arradon].

Ernest Legouvé décrit de manière assez méprisante Arradon en 1878 :

« Le bourg d'Arradon va bien vite s'égrenant sur les flancs du coteau qu'il surmonte, et s'éparpille dans les chemins creux, à travers les landes d'ajoncs, sous les groupes d'arbres, en petites fermes isolées. Entourées d'un peu de champs, couronnées d'un peu de vignes (...), on dirait autant de nids cachés sous les feuilles. Et quelles nichées dans ces nids-là ! Si humble que soit une habitation, , n'eût-elle qu'une seule fenêtre à un seul carreau pour toute ouverture, et qu'une seule chambre [pièce] pour tout logement, vous voyez sortir quatre, cinq, six petits enfants se tenant par la main (...). Après les troupeaux d'enfants, les troupeaux de bêtes! oh ! dame ! les bêtes forment au moins la moitié des habitants d'Arradon. Dix-huit cents âmes d'hommes. Et autant de demi-âmes de vaches, de bœufs, d'ânes, de porcs, de poules, de canards, d'oies, vivant sur un pied de parfaite égalité avec le roi des animaux. Chaque chaumière y ressemble à une arche de Noé. Entrez-y (...);: d'abord de grandes armoires, avec de grands tiroirs, lesquels ne sont autre chose que des lits ; le soir venu chacun grimpe dans son tiroir, chacun, c'est-à-dire deux ou trois ! (...) Puis dans un coin le perchoir pour les poules ; à côté, par terre, un nid pour les canards. Qu'est-ce qui grogne donc là-bas ? c'est le cochon ! Que voulez-vous, il faut bien que tout le monde vive. Enfin (...) s'ouvre un volet de bois et apparaît une tête de vache (...) »

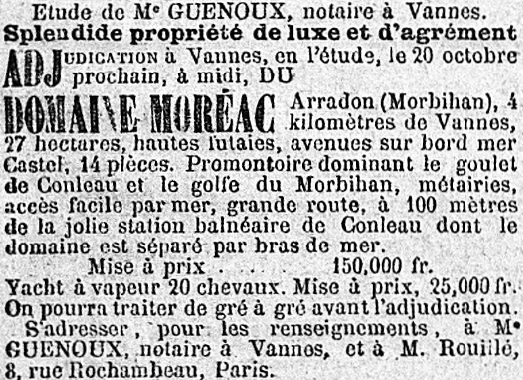
Annonce de mise en vente d'une propriété de luxe à Arradon en 1879 (journal Le Figaro).

En 1882 la commune d'Arradon demande la création d'une jetée pour permettre aux bateaux à vapeur d'y accoster, ce qui n'était pas possible jusque-là. Des travaux destinés à améliorer la cale dite de "La Carrière" sont effectués à plusieurs reprises dans les premières années du XXe siècle, principalement pour y faciliter l'accostage des bateaux de la "Compagnie Vannetaise de Navigation" qui « pendant la belle saison y transporte chaque année de nombreux touristes ». La même année le journal L'Univers écrit que depuis une quinzaine d'années « un grand nombre d'étrangers [à la commune] sont venus construire des résidences d'été dans cette (...) commune d'Arradon d'où l'on jouit d'un point de vue admirable sur les nombreuses îles du petit archipel morbihannais ». C'est par exemple le cas par exemple d'Hector Bourouet-Aubertot qui achète en 1872 la propriété de Kerjaffré (il fut un mécène, contribuant notamment à la construction de l'école privée catholique des filles d'Arradon, du pensionnat Saint-Joseph et de la nouvelle église paroissiale) et de la famille Vincent, qui fit construire en 1873 la villa "Tour Saint-Vincent", mélange de style médiéval et de style Art déco, et développa l'ostréiculture des huîtres plates à partir de la décennie 1880. D'autres villas cossues comme la villa Barbe, construite en 1860 par l'architecte Marius Charrier ou la villa Betsy construite par l'architecte Armand Charrier (fils de Marius Charrier), datent de cette époque. De nombreux notables viennent de toute la France résider à Arradon, par exemple le comte Albert Pacoret de Saint-Bon, d'origine savoyarde, président de la Société de Saint-Vincent-de-Paul. Le marquis de La Réveillère fait construire le château de Porcé en 1885.
En 1887 une délégation des royalistes de Vannes, d'Arradon, de Plescop, de Sarzeau, de Theix, de l'Île-aux-Moines et de Saint-Avé se rendit à Jersey afin d'y rencontrer le comte de Paris qui y était en exil.
La nouvelle église paroissiale Saint-Pierre d'Arradon fut consacrée en octobre 1888 par Jean-Marie Bécel, évêque de Vannes, accompagné de l'évêque de Séez, François-Marie Trégaro.
Benjamin Girard écrit en 1889 qu'Arradon « a subi, depuis quelques années, une transformation qui en fait un séjour agréable et à la mode. La partie de son territoire avoisinant le rivage est couverte de villas et de châteaux habités pendant la belle saison, et dont les propriétaires ont apporté l'aisance dans une charmante localité qui, il y a vingt ans, n'était qu'une bourgade ».
En octobre 1893 le journal La Croix se moque de l'instituteur laïque de la commune : « sa classe n'est fréquentée que par deux élèves seulement ne sachant pas un mot de français, ce qui rend le colloque avec leur maître fort difficile » car « le breton est la langue parlée par les paysans ». Par contre une dizaine d'années plus tôt des Frères enseignant à l'école privée de garçons furent sanctionnés pour des faits de brutalité envers leurs élèves.
Un bureau télégraphique ouvre à Arradon en 1899.

### LeXXesiècle

#### La Belle Époque
L'école des filles d'Arradon, tenue jusqu'alors par les Sœurs du Saint-Esprit, fut laïcisée à partir du 1er janvier 1903.

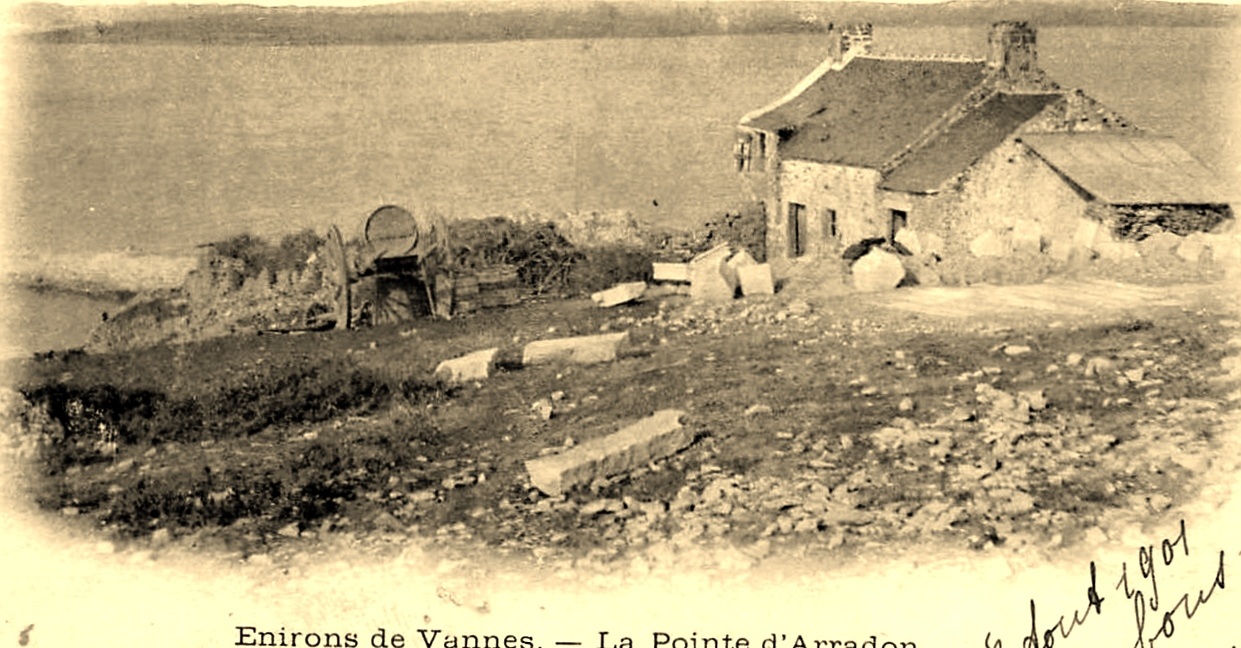
La Pointe d'Arradon vers 1900 (carte postale David).
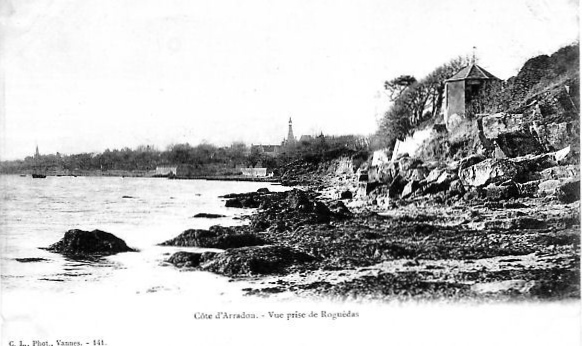
La côte d'Arradon vue de Roguédas (carte postale, 1910).

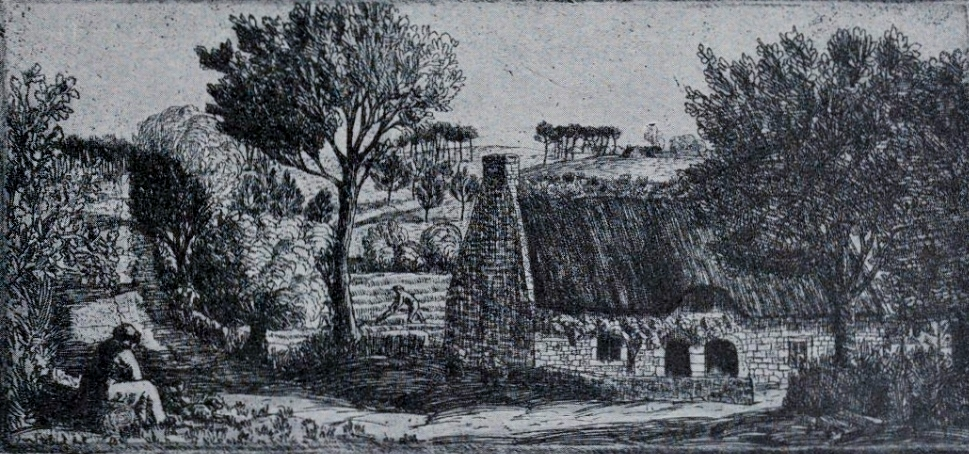
Loÿs Delteil : Le chemin d'Arradon (gravure, 1913).

Un témoignage datant de 1912 permet de  se rendre compte de l'état des routes à l'époque : « Deux routes s'offrent pour rejoindre la Pointe d'Arradon  (...). Elles se réunissent au-dessous du bourg d'Arradon, au village de Poulmare. Dès le commencement de l'hiver, la première devient impraticable pour les autos (...) si bien que je passe le plus souvent par la route d'Auray. (...) De Poulmare à la Pointe, ce n'est plus qu'une fondrière, ayant des ornières de 20 à 30 centimètres, tant et si bien que je vais être obligé de louer une remise au bourg si je ne veux pas mettre mon auto en pièces.. ».
En août 1912 une goélette s'échoua lors d'une tempête entre la pointe d'Arradon et l'Île aux Moines sur le rocher dit "La Truie d'Arradon" ; les 25 hommes à bord furent sauvés.
En 1911 cinq religieuses de la Retraite de Vannes, âgées et malades, qui s'étaient réfugiées à Arradon (les autres religieuses étaient parties en Belgique) dans un immeuble appartenant à Mme de Guélérant, lors de la dissolution de leur congrégation par le décret du 10 octobre 1907, furent poursuivies devant le tribunal correctionnel de Vannes.
La propriété du Vincin (l'ancien prieuré), qui appartenait au Grand séminaire de Vannes jusqu'à la Loi de séparation des Églises et de l'État de 1905, est attribuée en 1914 au département du Morbihan.

#### La Première Guerre mondiale
Le monument aux morts d'Arradon porte les noms de 62 soldats et marins morts pour la France pendant la Première Guerre mondiale.
Un vœu en faveur d'un projet de construction d'une ligne de chemin de fer à voie étroite allant d'Étel à Vannes en passant par La Trinité-sur-Mer, Crach, Le Bono, Baden et Arradon, qui aurait nécessité la construction de plusieurs ouvrages d'art, fut voté en 1916 par le Conseil général du Morbihan, mais ce projet n'aboutit pas.

#### L'Entre-deux-guerres

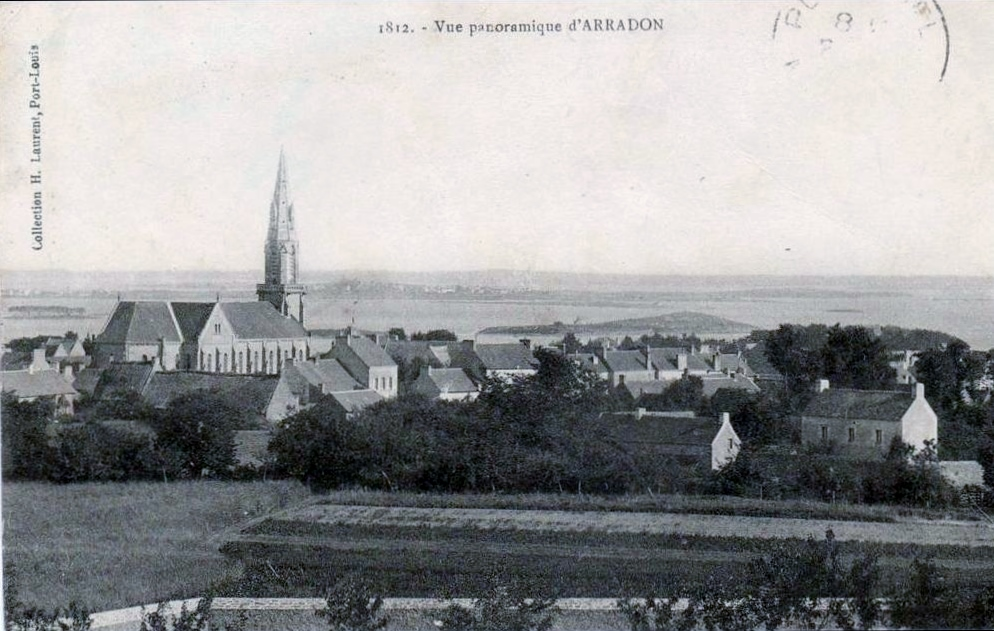
Vue panoramique d'Arradon vers 1930 (carte postale Henri Laurent).

En 1930 Arradon est décrit comme étant un « chef-lieu propret de maisons cossues. Pour voir celles-ci au milieu des écrans de verdures ou perchées sur des falaises, il faut prendre le bateau (...) ».
Un "Pensionnat Saint-Jean-Baptiste", construit en 1879-1880 grâce au soutien financier d'Hector Bourouet-Aubertot, et géré par les Frères des écoles chrétiennes, existait alors à Arradon. Des places y étaient réservées pour les « enfants à qui leur médecin conseille le séjour à Arradon, en raison de son climat exceptionnel. Ces élèves suivent le régime approprié à leur état de santé ».
Une carte postale représentant la ferme de Kerbilouet pendant l'Entre-deux-guerres est visible sur un site Internet.

#### La Seconde Guerre mondiale
Le monument aux morts d'Arradon porte les noms de 18 personnes mortes pour la France pendant la Seconde Guerre mondiale.
Les premiers Allemands traversent la commune le 22 juin 1940. Ils s'y installent le 2 juillet à la suite de la réquisition de plusieurs logements. Ils occupent notamment les châteaux de Porcé et de Kerran. Beaucoup d'officiers, installés sur Vannes, viennent à Arradon le week-end pour y profiter du cadre de vie.. L'un des témoignages de ces festivités est la photographie d'une garden-party des occupants allemands qui se tint à Arradon en 1943 a été publiée dans un livre. La vie des occupants contraste avec celle des Arradonnais soumis aux restrictions.
Marcel Le Mitouard, résistant FFI originaire d'Arradon, a été fusillé par les Allemands le 20 juin 1944 à Locmaria-Grand-Champ et Albert Le Cam, de Vannes, à Arradon le 31 juillet 1944. D'autres actes de résistances se sont produits comme la gifle donné par une dame à un allemand qui essayait de la draguer. Où encore des jeunes se rendant sur l'île de la Jument pour y apporter de la nourriture aux résistants cachés.
Les Allemands quittent précipitamment Arradon dans la nuit du 3 au 4 août.. Ils incendient le château de Porcé. Ils rejoignent la poche de Saint-Nazaire à l'aide de charrettes qu'ils réquisitionnent à plusieurs agriculteurs.

#### L'après Seconde Guerre mondiale
Deux soldats originaires d'Arradon sont morts pour la France pendant la Guerre d'Indochine et trois pendant la Guerre d'Algérie.

## Politique et administration

### Politique de développement durable
La commune a engagé une politique de développement durable en lançant une démarche d'Agenda 21 en 2006.

### Jumelages
La ville est jumelée avec :
- Höchenschwand en Allemagne depuis 1988 ;
- Upton-by-Chester au Angleterre depuis 1992.

La ville a aussi des contacts privilégiés avec
- Baïla en Casamance, au Sénégal.

## Population et société

### Démographie
L'évolution du nombre d'habitants est connue à travers les recensements de la population effectués dans la commune depuis 1793. Pour les communes de moins de 10 000 habitants, une enquête de recensement portant sur toute la population est réalisée tous les cinq ans, les populations de référence des années intermédiaires étant quant à elles estimées par interpolation ou extrapolation. Pour la commune, le premier recensement exhaustif entrant dans le cadre du nouveau dispositif a été réalisé en 2006.

En 2022, la commune comptait 5 820 habitants, en évolution de +8,4 % par rapport à 2016 (Morbihan : +3,82 %, France hors Mayotte : +2,11 %).
| 1793  | 1800  | 1806  | 1821  | 1831  | 1836  | 1841  | 1846  | 1851  |
| ----- | ----- | ----- | ----- | ----- | ----- | ----- | ----- | ----- |
| 1 349 | 1 212 | 1 151 | 1 450 | 1 364 | 1 503 | 1 404 | 1 496 | 1 577 |

| 1856  | 1861  | 1866  | 1872  | 1876  | 1881  | 1886  | 1891  | 1896  |
| ----- | ----- | ----- | ----- | ----- | ----- | ----- | ----- | ----- |
| 1 535 | 1 554 | 1 595 | 1 470 | 1 598 | 1 729 | 1 819 | 1 790 | 1 793 |

| 1901  | 1906  | 1911  | 1921  | 1926  | 1931  | 1936  | 1946  | 1954  |
| ----- | ----- | ----- | ----- | ----- | ----- | ----- | ----- | ----- |
| 1 898 | 1 932 | 1 889 | 1 801 | 1 768 | 1 674 | 1 609 | 2 053 | 1 782 |

| 1962  | 1968  | 1975  | 1982  | 1990  | 1999  | 2006  | 2011  | 2016  |
| ----- | ----- | ----- | ----- | ----- | ----- | ----- | ----- | ----- |
| 1 653 | 1 976 | 2 760 | 3 706 | 4 317 | 4 719 | 5 125 | 5 454 | 5 369 |

| 2021  | 2022  | - | - | - | - | - | - | - |
| ----- | ----- | - | - | - | - | - | - | - |
| 5 685 | 5 820 | - | - | - | - | - | - | - |

### Enseignement
Actuellement, sept cursus scolaires sont présents dans la commune d'Arradon.
Deux écoles maternelles/primaires :
- École Sainte-Marie (située 18bis rue Bouruet-Aubertot)
- École maternelle publique Les Corallines (située 1 rue Plessis)
- École primaire publique La Touline (située 13 rue Saint-Martin)
Deux collèges :
- Collège Saint Jean-Baptiste La Salle (situé 18 rue Bouruet-Aubertot)
- Collège Gilles Gahinet (situé 2 rue de Cadic)
Une université :
- Université Catholique de l'Ouest Bretagne Sud (située Campus du Vincin)
Pour aller plus loin...
- IFSEC Bretagne (Institut Supérieur de Formation de l'Enseignement Catholique) (situé Campus du Vincin)
 À l'époque...
- L'Université Catholique de l'Ouest Bretagne-Sud (UCO-BS) a été créée en septembre 1986 par le père Jean Lucas, alors directeur du CFP St-Yves. Elle propose actuellement des formations universitaires dans les domaines suivants : STAPS, sciences de l'information et de la communication, sciences de l'éducation, langues, histoire, lettres, tourisme, commerce, breton et théologie.

### Loisirs et culture
La commune est dotée d'un complexe sportif, le Parc Franco, qui rassemble deux terrains de foot, le gymnase Parc Franco et une piste d'athlétisme.
Profitant de sa proximité avec le Golfe du Morbihan, la commune possède aussi le Centre Nautique d'Arradon (CNA).
Équipement sportif :
Arradon est une commune qui dispose de plusieurs structures sportives : deux gymnases, trois terrains de foot, cinq courts de tennis et une piste d’athlétisme.

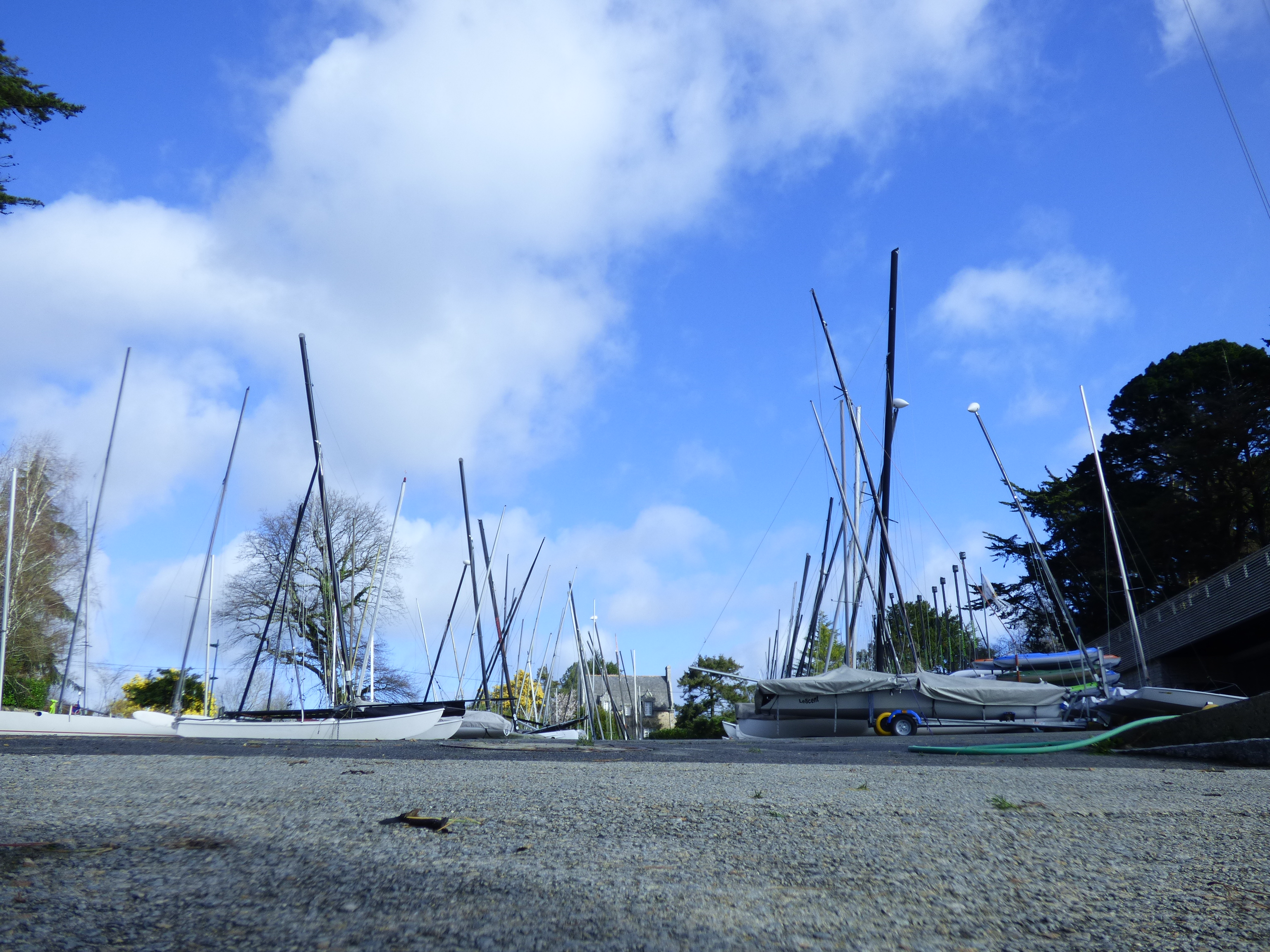
Base nautique d'Arradon

Ainsi qu’un terrain de volley disponible au camping municipal. Et aussi 2 boulodromes, ainsi que plusieurs aires de jeux multi-activités.
Établissements culturels :
La commune d’Arradon, propose quelques établissements culturels comme; la médiathèque et aussi un pôle culturel nommé La Lucarne.
Les loisirs touristiques :
Sur Arradon on peut avoir accès à plusieurs loisirs car c’est une commune réputée pour son cadre maritime, elle nous amène donc à faire des activités nautiques que l’on peut pratiquer au club nautique.
On peut donc faire des loisirs nautiques comme le catamaran, le paddle, le canoé kayak ou encore des croisières à travers les iles comme l’Ile aux Moines ou Ile d’Arz des balades en mer ou encore de la planche à voile. Le port d’Arradon propose une multitude d’activités que ce soit pour les grands ou les petits.

### Cinéma
En 1979 a été tourné dans la commune, au château de Kerran, le feuilleton télévisé L'Île aux trente cercueils de Marcel Cravenne.

## Culture locale et patrimoine

### Lieux et monuments

#### Lieux
- La Pointe d'Arradon ;
- L'Île Irus :
- Les deux îles Logoden.

#### Monuments
- le dolmen de Kerhenry ;
- le château de Kerran, berceau de la famille d'Arradon ;
- le château de Porcé (détruit en 1944), il est inscrit à l'inventaire général du patrimoine culturel[103],[104] ;
- le château du Ratz (XVIIIe et XIXe siècles). Il est inscrit à l'inventaire général du patrimoine culturel[105] ;
- le manoir de la Chesnaye date du XVIIIe siècle, il est inscrit à l'inventaire général du patrimoine culturel[106] ;
- le manoir de Kérat ;
- le manoir de Kerbilouët date des XVe et XVIe siècles, il est inscrit à l'inventaire général du patrimoine culturel[107] ;
- le manoir de Kervero  date des XVIe et XVIIe siècles, il est inscrit à l'inventaire général du patrimoine culturel[108] ;
- le manoir de Langat date des XVIe et XVIIe siècles, il est inscrit à l'inventaire général du patrimoine culturel[109] ;
- le manoir de Lignol date du XVIIe siècle, il est inscrit à l'inventaire général du patrimoine culturel[110] ;
- le manoir de Locqueltas date du XVIIe siècle, il est inscrit à l'inventaire général du patrimoine culturel[111] ;
- le manoir de Moréac date du XVe et XVIIe siècles, il est inscrit à l'inventaire général du patrimoine culturel[112] ;
- le manoir de Roguédas date du XVIIIe siècle, il est inscrit à l'inventaire général du patrimoine culturel[113] ;
- le manoir de Thenouguelen date des XVIe et XVIIe siècles, il est inscrit à l'inventaire général du patrimoine culturel[114] ;
- le moulin à marée de Campen ;
- le moulin à marée de Paluden : il date du XVIIe siècle et a cessé ses activités au début du XXe siècle[115] ;
- l'église paroissiale Saint-Pierre : construite entre 1885 et 1887, elle est de style néogothique : elle possède notamment une statue en bois de saint Vincent Ferrier qui date du XVIIe siècle[116] ;
- l'ancienne église paroissiale Saint-Pierre : elle date du XVe siècle et fut partiellement démolie en 1889 ; elle sert de nos jours de lieu d'expositions et de concerts ;
- la chapelle Saint-Martin au Moustoir : la chapelle actuelle date du XVIIe siècle, mais elle a remplacé une ou des chapelles antérieures, la première ayant été construite dans le cadre d'un petit monastère disparu au Xe siècle et ayant probablement remplacé un ancien lieu de culte païen dont l'existence est attestée par des stèles de l'âge du fer situées à proximité[64] : un pardon s'y déroule chaque année vers la mi-novembre[117] ;
- la chapelle Sainte-Barbe : elle date du XVIIe siècle ;
- la chapelle Saint-Joseph à Penboc'h : construite par les Jésuites du collège Saint-François-Xavier de Vannes entre 1882 et 1884, elle possède à son sommet une statue en granite de saint Joseph[116] ;
- le bâtiment des douaniers de Pen er Men, construit vers 1830.

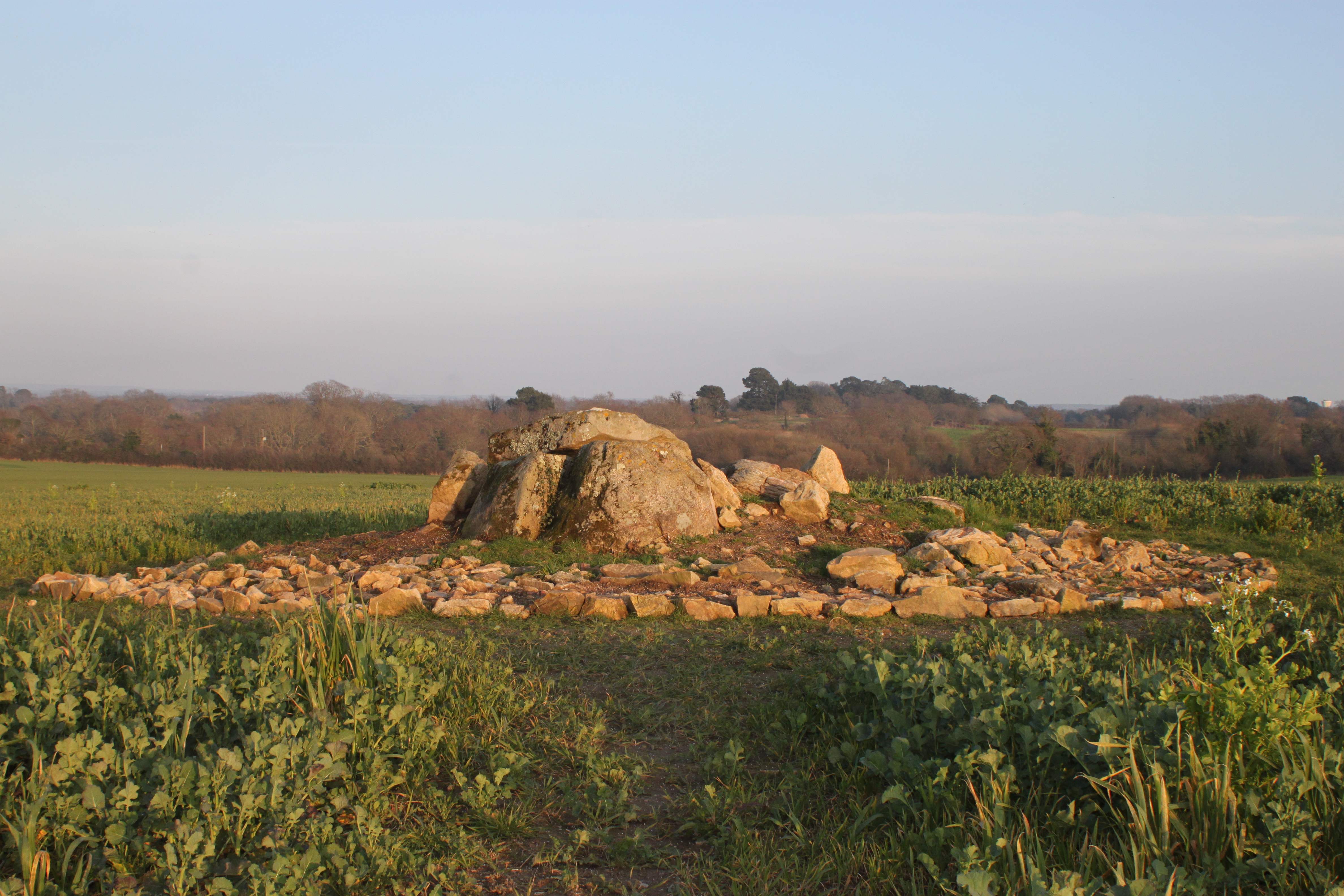
Le dolmen de Kerhenry.
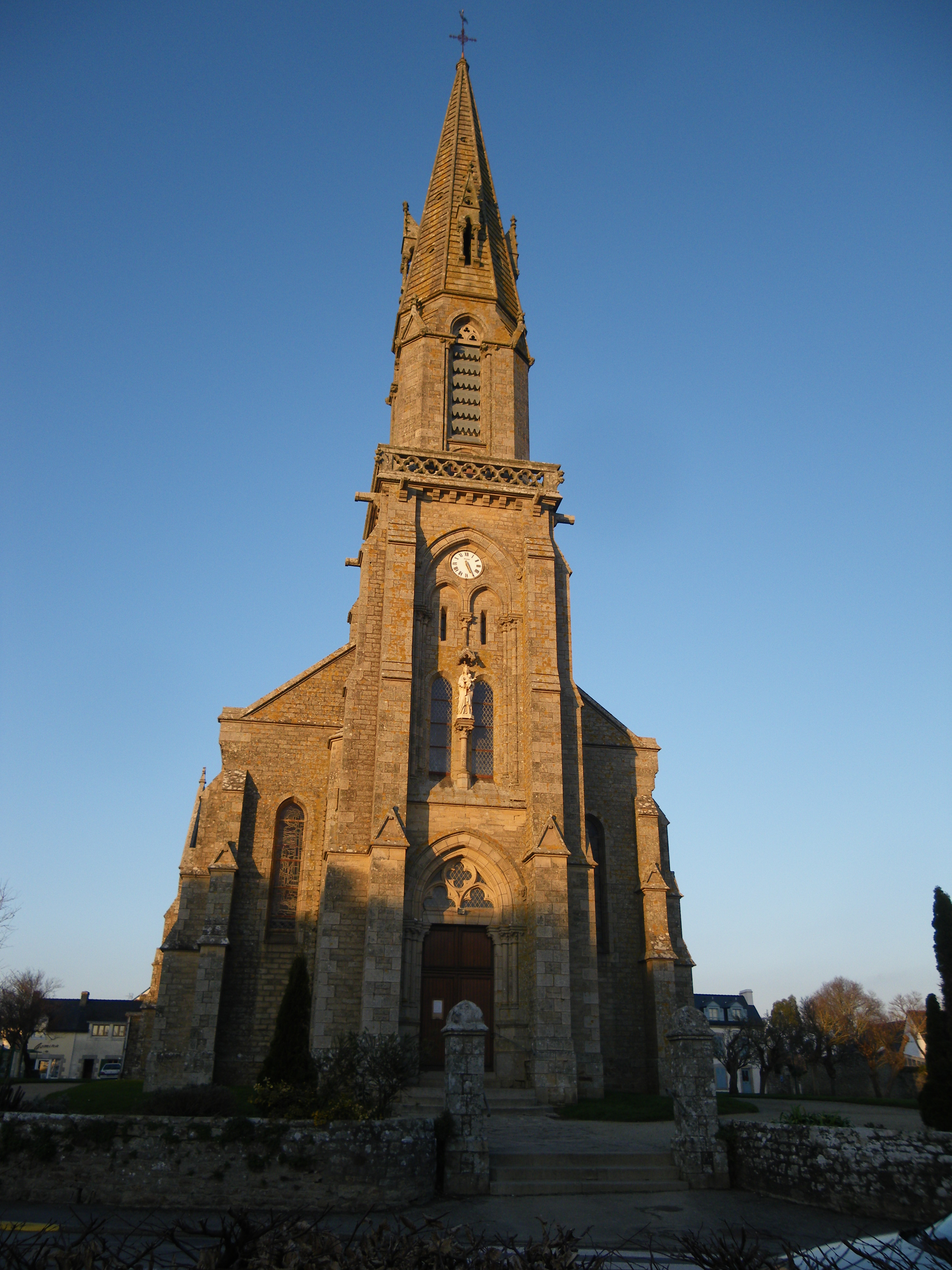
L'église paroissiale Saint-Pierre : la façade.
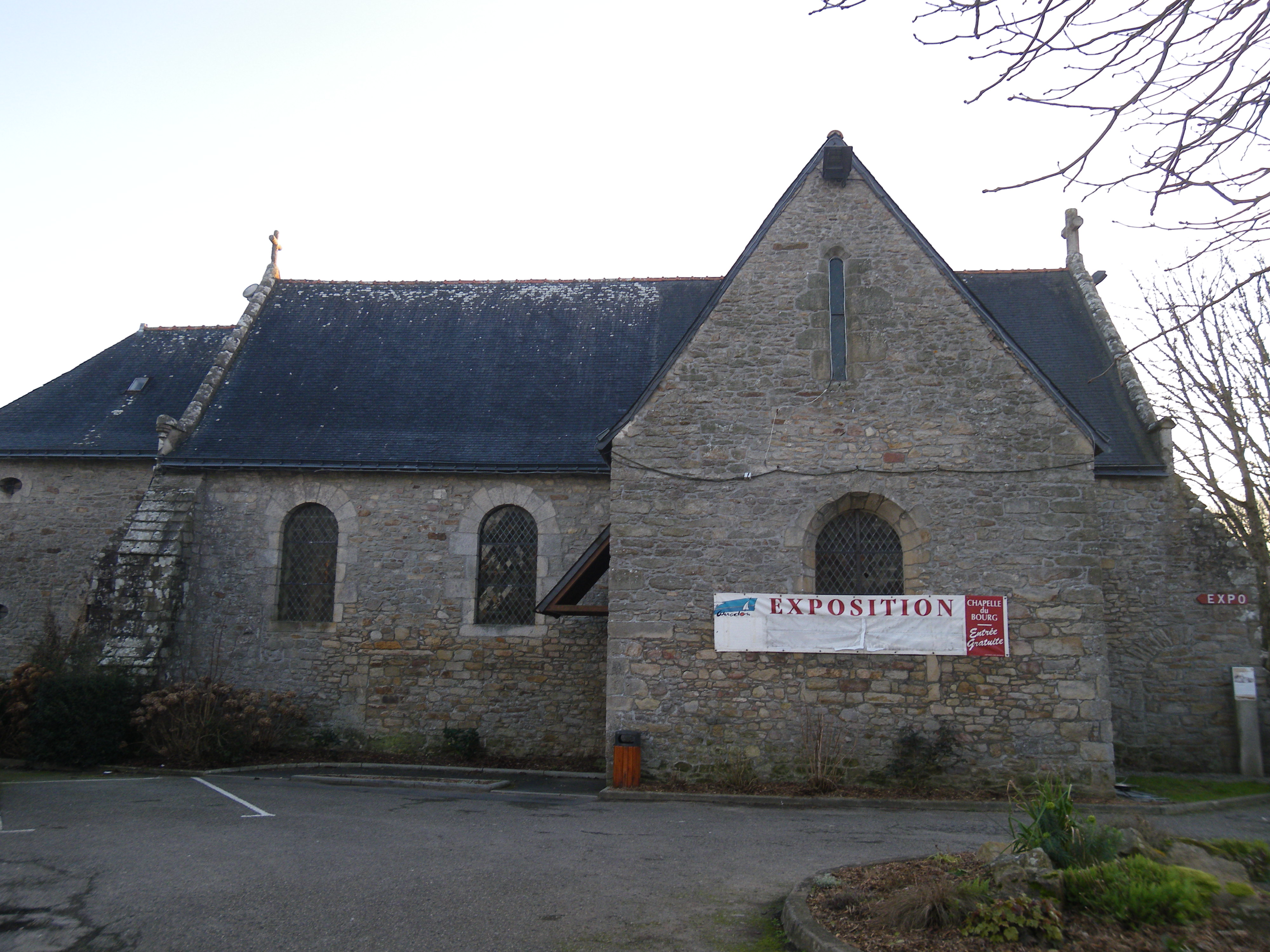
L'ancienne église paroissiale Saint-Pierre.
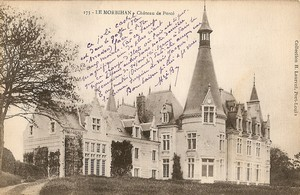
L'ancien château de Porcé.
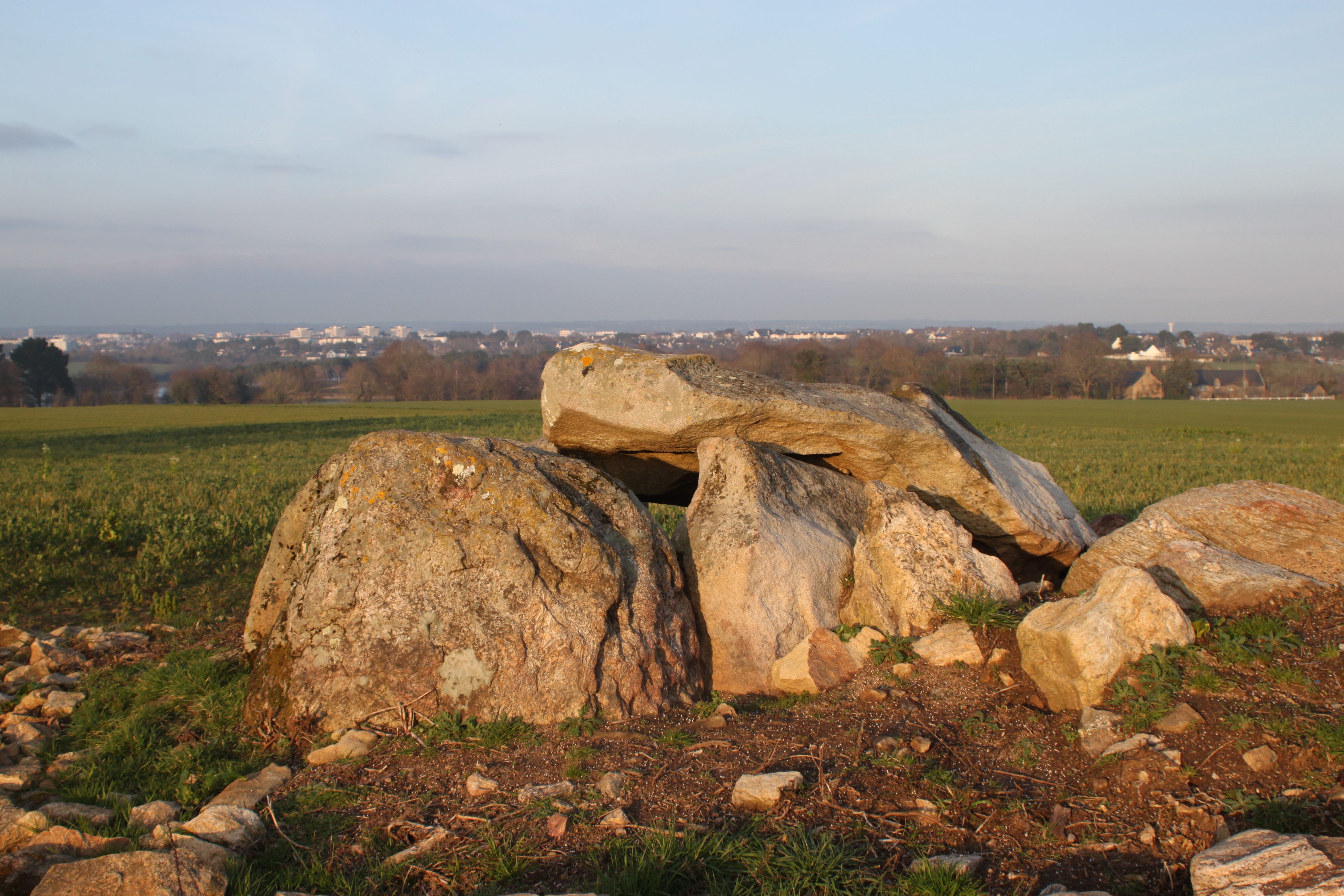
Le dolmen de Kerhenry.
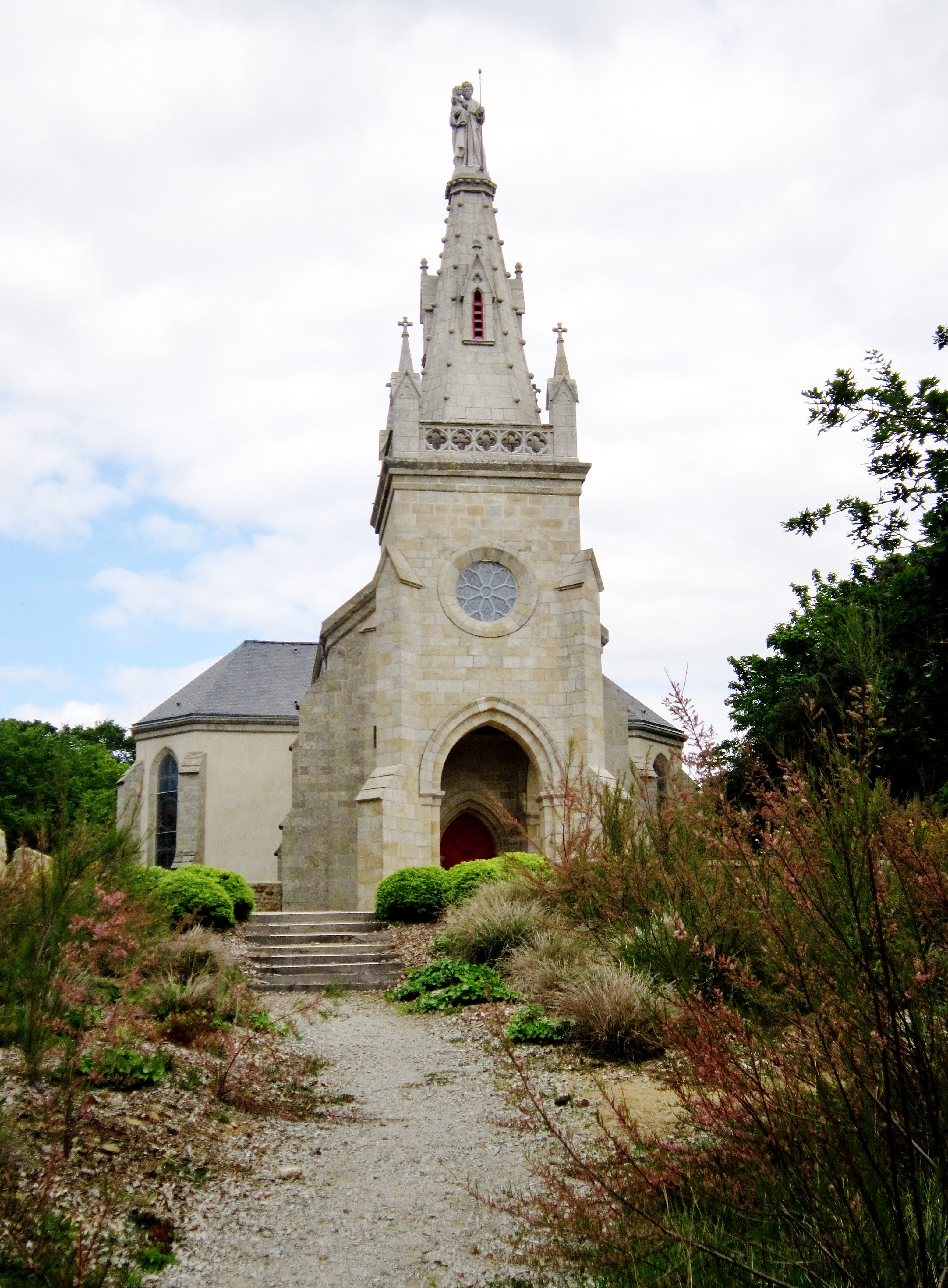
La façade de la chapelle Saint-Joseph à Penboc'h.
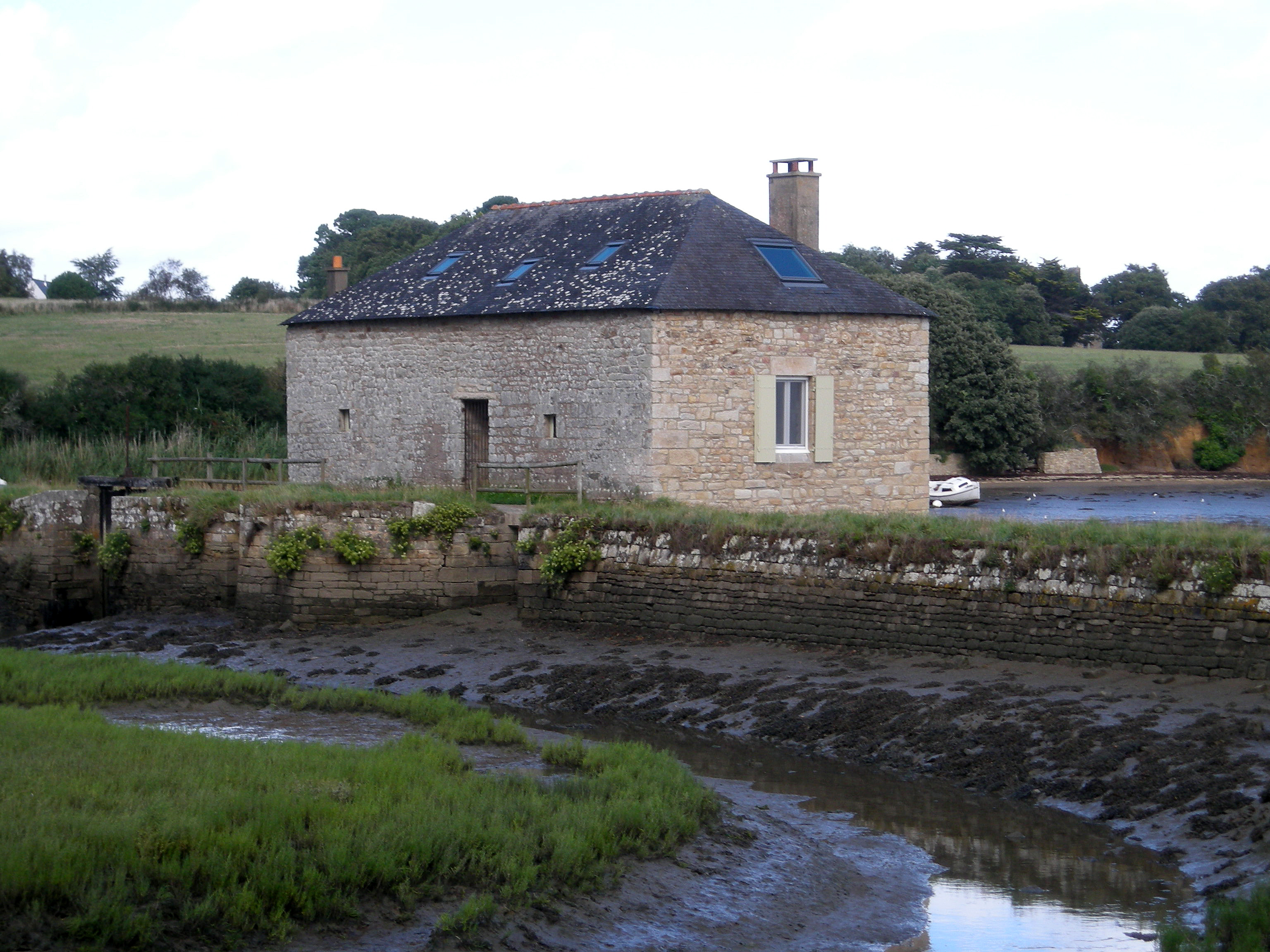
Le moulin à marée du Paluden : vue d'ensemble.
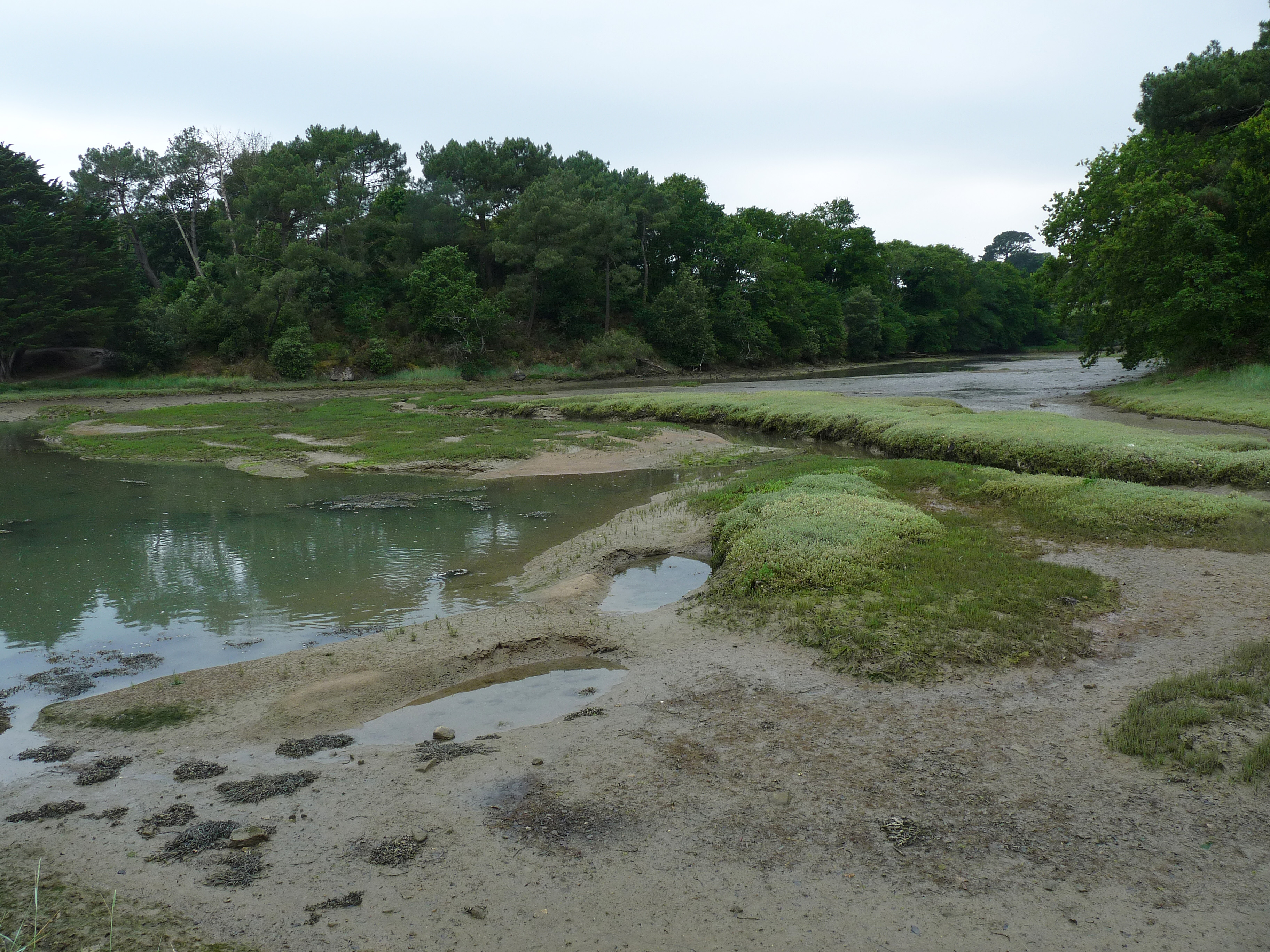
Le moulin à marée du Paluden (l'étang à marée basse).
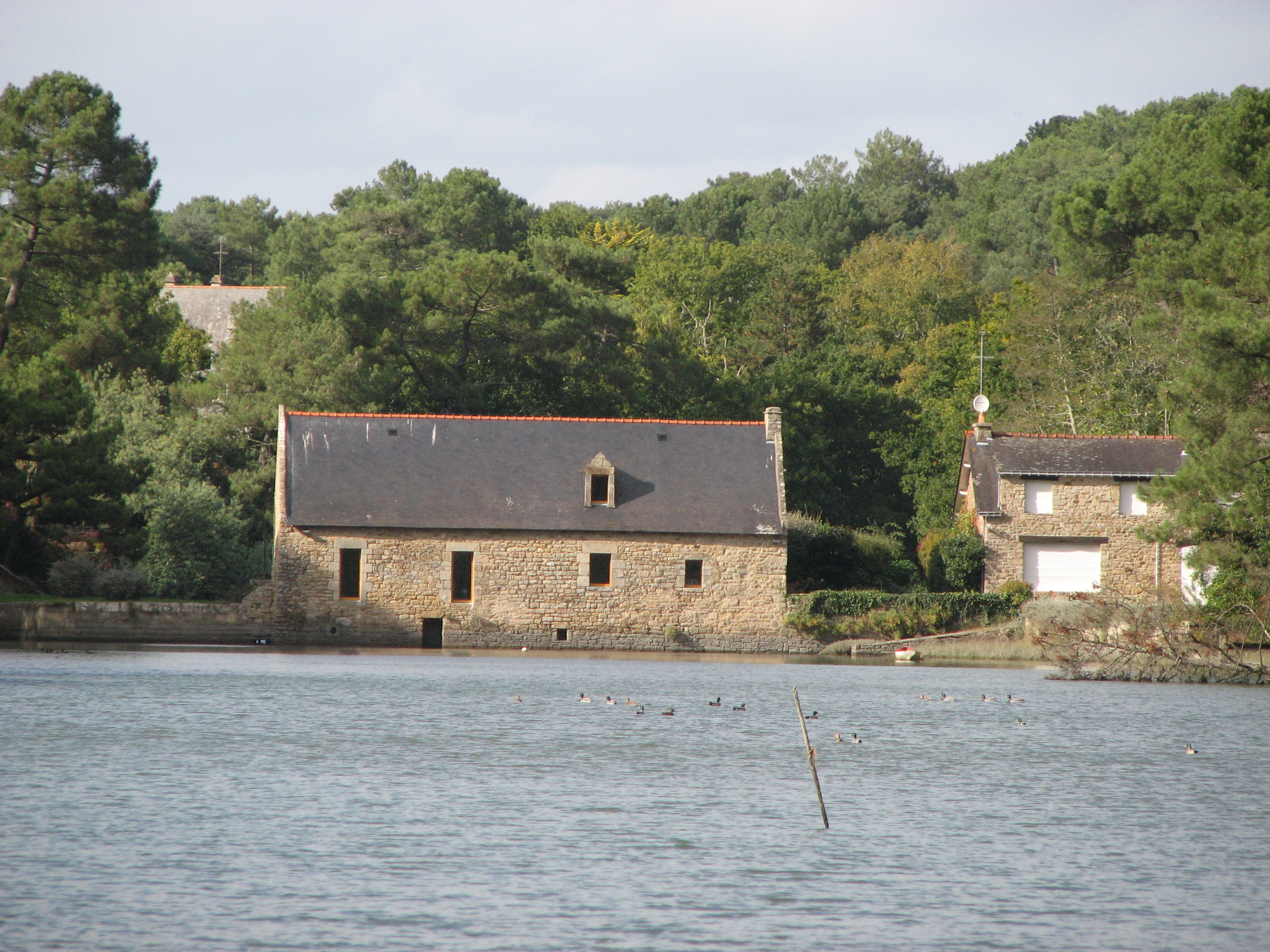
Le moulin à marée de Campen (le long de la ria du Vincin).
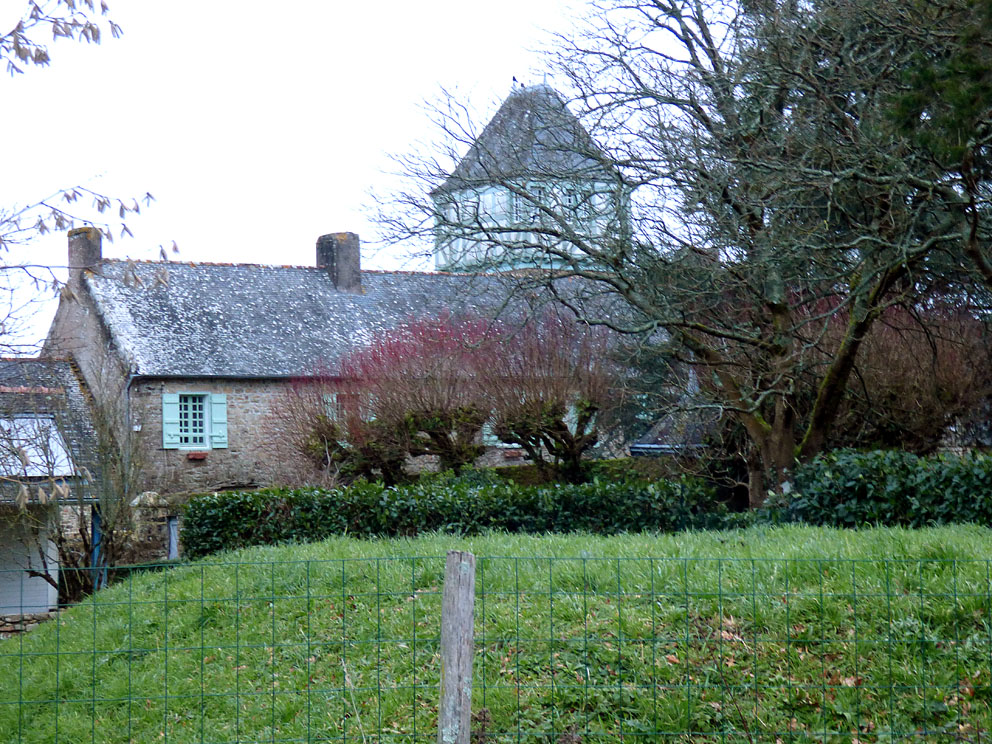
Le manoir de Moréac en 2021.
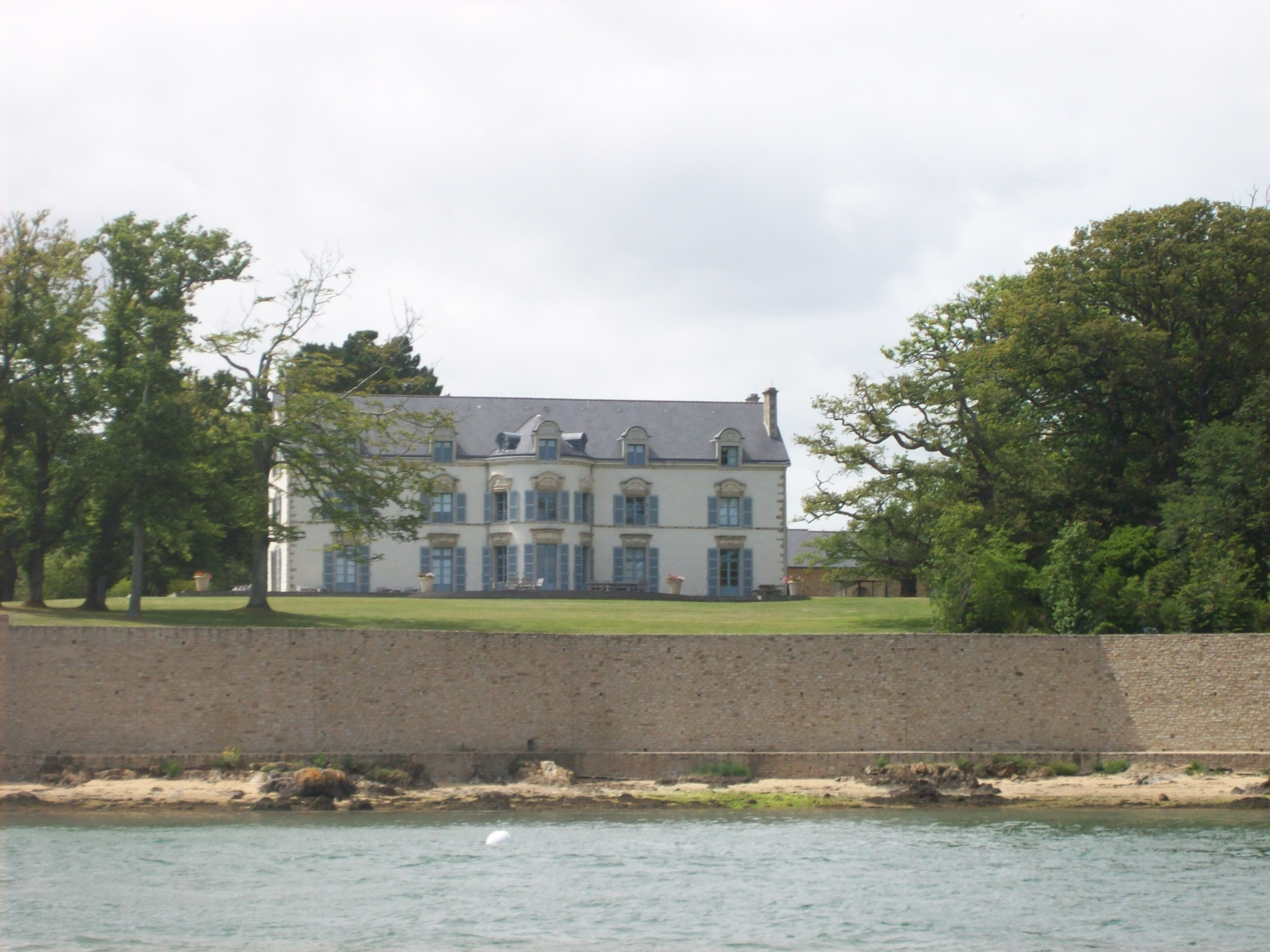
Le manoir de Roguédas en 2008.

### Personnalités liées à la commune
- Famille de Lannion.
- Jean-Baptiste Duroselle, historien français (17 novembre 1917 à Paris - 12 septembre 1994 à Arradon).
- François Mahé, ancien coureur cycliste professionnel est né le 2 septembre 1930 dans la commune, décédé le 31 mai 2015.
- Denise Grey, inhumée au cimetière d'Arradon en janvier 1996, auprès de son mari et de sa fille Suzanne Grey. Elle avait de son vivant possédé une propriété au lieu-dit Quirion.
- Eugène Riguidel, navigateur né en 1940 à Arradon.
- Gilles Gahinet (1947-1984), navigateur, équipier d'Eugène Riguidel, a donné son nom au collège public d'Arradon.
- Catherine Allégret et son mari, Maurice Vaudaux, vivent à Arradon depuis juillet 2013.
- Pierre Dalido, docteur ès-Lettres, auteur de « L’huître Du Morbihan » ainsi que de « Jersey : Ile Agricole Anglo-Normande », préfacé par Lucien Febvre[118].
- Anne Vanderlove (1943-2019), auteure-compositrice-interprète, surnommée la « Joan Baez française », a grandi à Arradon, commune où résidaient ses grands-parents maternels.
- Anne Caseneuve (1964-2015), navigatrice, a résidé à Arradon les dernières années de sa vie. Elle est à l'origine du premier club nautique d'Arradon, l'esplanade de l'actuelle base nautique porte son nom depuis 2015.
- Marilyse Leroux, poétesse, romancière et chansonnière née en 1955 à Vannes, a grandi à Arradon.

### Héraldique
|  | Les armoiries de Arradon se blasonnent ainsi : Écartelé : au un de sable aux trois fasces d’argent, au deux d’azur à un voilier équipé d’argent, au soleil d’or éteint mouvant de l’angle senestre du chef, au trois de sable à sept macles d’argent posées trois, trois et un, au quatre d’argent à une moucheture d’hermine de sable. |